# Enghien-les-Bains
Vous lisez un « article de qualité » labellisé en 2007.
Pour les articles homonymes, voir Enghien (homonymie).
Enghien-les-Bains (prononcé [ɑ̃.ɡɛ̃ le bɛ̃]) est une commune française située dans le département du Val-d'Oise, en région Île-de-France. Elle se situe à onze kilomètres au nord de Paris.
Commune créée en 1850, unique station thermale d'Île-de-France, avec son lac et son casino, le premier de France en chiffre d'affaires et le seul à moins de cent kilomètres de la capitale, cette ville au caractère résidentiel et commercial affirmé occupe une place à part dans la banlieue nord de Paris.

## Géographie

### Description
Enghien-les-Bains se situe au débouché méridional de la vallée de Montmorency aujourd'hui largement urbanisée (300 000 habitants), au point où la vallée se resserre entre deux buttes-témoins : la butte d'Orgemont au sud, et la butte portant la ville de Montmorency au nord. Ce resserrement a provoqué la concentration des rus s'échappant de la forêt de Montmorency et des buttes du Parisis pour donner naissance au lac d'Enghien, à l'origine de la commune.
La ville est limitrophe de : Montmorency, Deuil-la-Barre, Saint-Gratien et Soisy-sous-Montmorency dans le département du Val-d'Oise et Épinay-sur-Seine en Seine-Saint-Denis.
La surface communale n'est que de 177 ha, dont 43 ha de lac. L’habitat pavillonnaire est prédominant à Enghien-les-Bains, occupant 49,8 % de la surface communale. Cet habitat est en grande partie constitué de propriétés bourgeoises du XIXe siècle, en particulier sur les rives du lac et boulevard Cotte, et plus rarement, de villas contemporaines. Il entoure un centre-ville axé sur la rue commerçante du Général-de-Gaulle et la voie ferrée Paris-Gare du Nord - Pontoise, constitué d'un habitat collectif de petite ou moyenne dimension (immeubles de quatre à cinq étages le plus souvent) et d'un habitat continu bas de la fin du XIXe siècle et du début du XXe siècle. La ville ne comporte pas de quartiers officiellement délimités au caractère propre vu sa petite dimension, ni de zone d'activité, sa vocation restant depuis sa création en 1850 essentiellement résidentielle et commerciale. Enghien ne possède pas non plus de grands collectifs ni de grands ensembles.

### Communes limitrophes
|               | Soisy-sous-Montmorency               | Montmorency    |
| Saint-Gratien | Enghien-les-Bains                    |                |
|               | Épinay-sur-Seine (Seine-Saint-Denis) | Deuil-la-Barre |

### Voies de communication et transports

#### Réseau routier

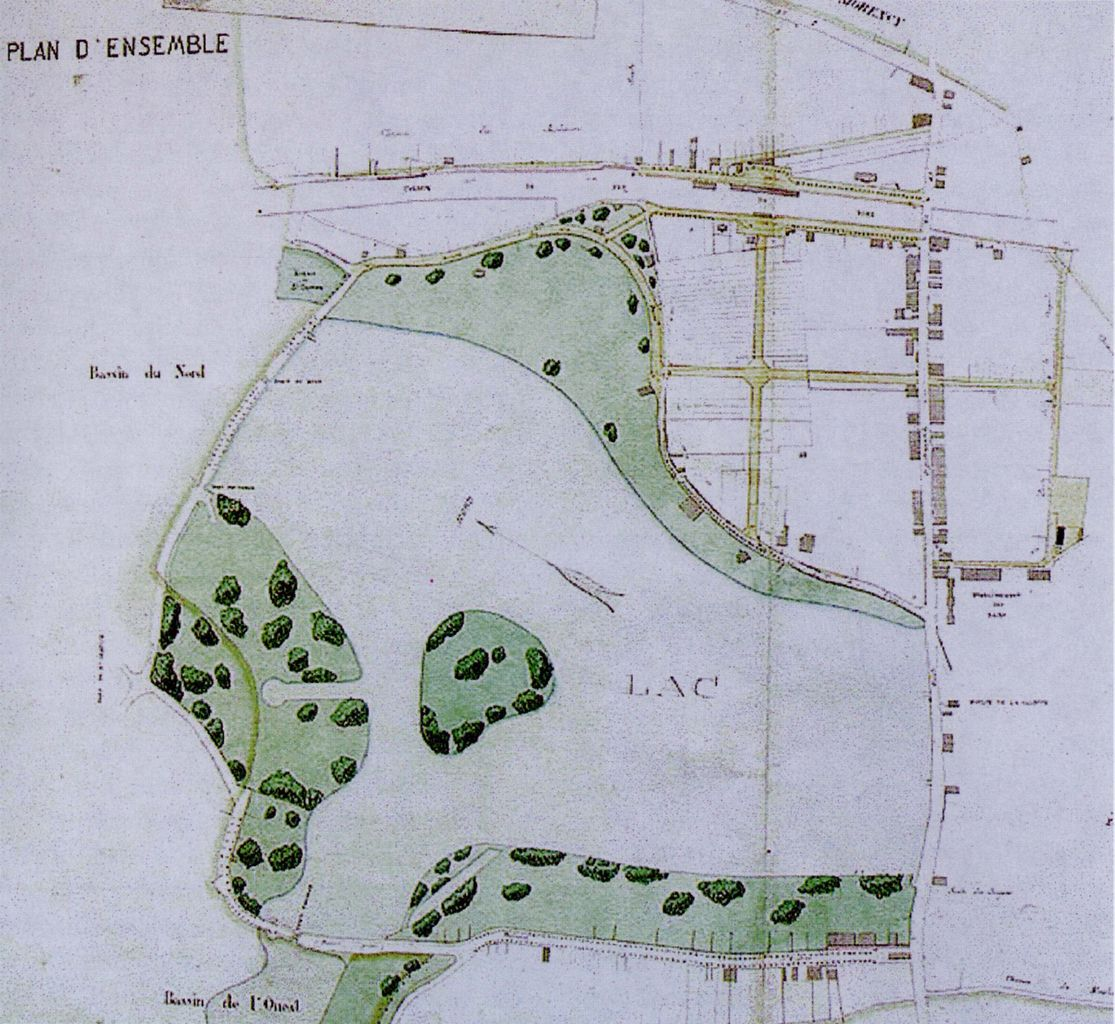
Plan d'alignement de 1853.

La commune est traversée en son centre par la RD 311 (Argenteuil - Sarcelles) et 'tangentée' au nord par la RD 928 (Saint-Denis-Hérouville) qui forme la limite communale avec Montmorency. Ces deux axes routiers ont un trafic moyen essentiellement local, mais rendu difficile en heures de pointe par le nombre limité de voies (deux voies urbaines avec stationnement latéral) et par la traversée en sens unique du centre d'Enghien-les-Bains pour la RD 311.
Ces deux voies routières entrainent une pollution sonore notable selon la réglementation. Les principales voies routières sont classées de catégorie 3 (rue du Général-de-Gaulle entre l'avenue de Ceinture et la limite d'Épinay-sur-Seine, rue de Malleville en centre-ville, avenue de la Division-Leclerc) ou 4 (avenue de Ceinture, avenue d'Enghien, rues du Départ et de l'Arrivée, avenues Beauséjour et Carlier), de niveau modéré.
En revanche deux voies sont classées de catégorie 2 (élevée). La première est la rue du Général-de-Gaulle en centre-ville, entre l'avenue de Ceinture et l'avenue de la Division-Leclerc (RD 928). La seconde est la voie ferrée Paris-Pontoise qui traverse la commune. L'impact sonore de cette dernière reste pourtant modéré vu le trafic exclusivement de banlieue (aucun train de grandes lignes ni de marchandises en situation normale).
Enghien possède une petite zone piétonne aménagée en centre-ville ainsi que la ZAC Robert-Schuman au début des années 1990. Cette zone est baptisée le « village d'Enghien ». La ville comporte une piste cyclable, aménagée le long du boulevard du Lac. La continuité progressive de cet aménagement est prévue des rives du lac à la forêt de Montmorency sur sept kilomètres, à travers les communes de Soisy-sous-Montmorency, Eaubonne et Montlignon.
Contrairement à la plupart des villes qui se sont développées autour d'un noyau ancien, Enghien, pure création du XIXe siècle s'est développée différemment. Deux axes de communication orthogonaux et rectilignes sont la trame de la ville : la route d'Argenteuil à Montmorency, longeant le barrage du lac, et la voie ferrée de la compagnie des chemins de fer du Nord, tracée en 1846. La voirie de la future commune prennent ces deux axes comme axes principaux. Et au contraire de la plupart des villes agglomérées autour de leur église, Enghien s'est développée à partir de son activité thermale.

#### Transports en commun

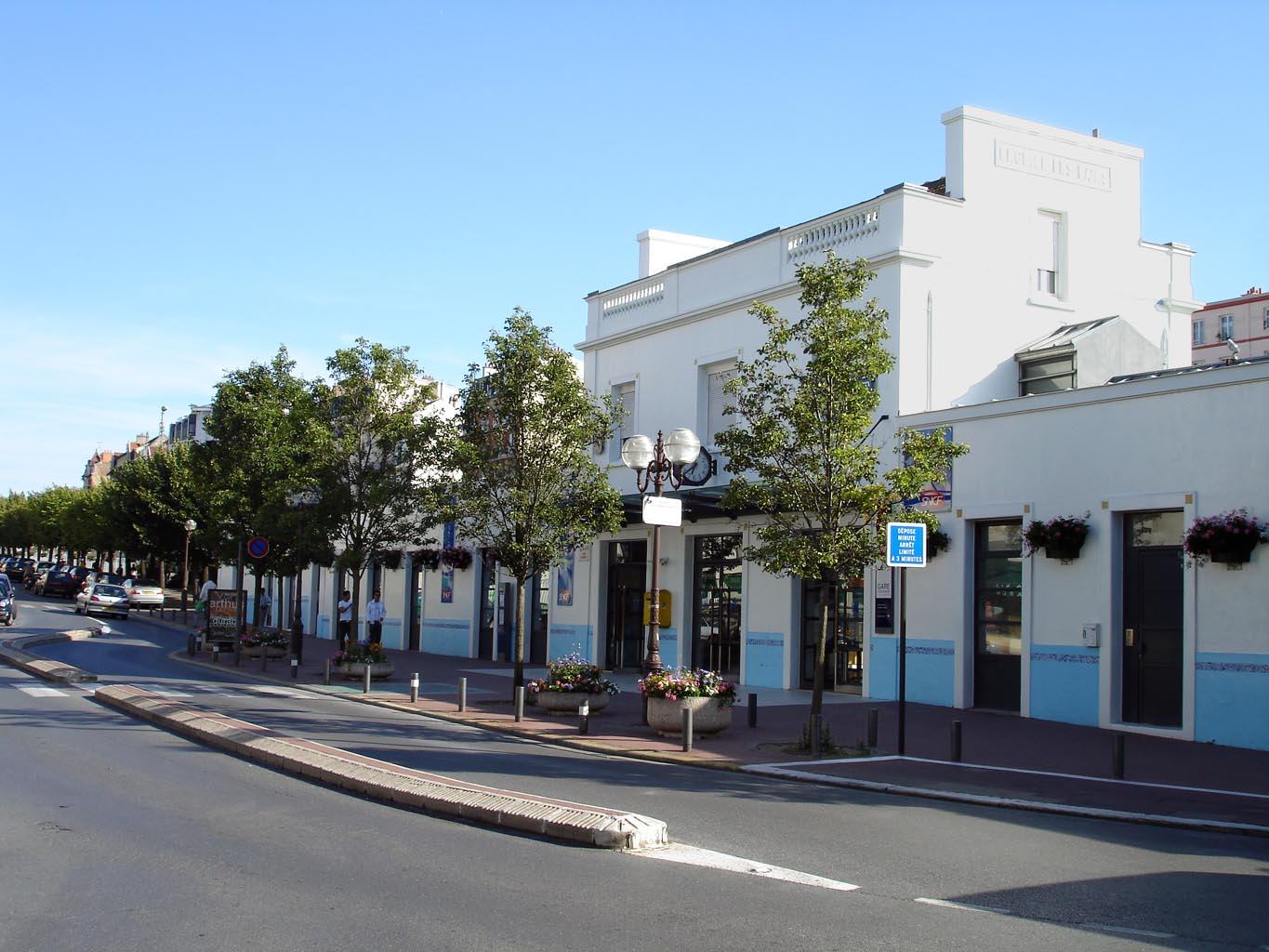
La gare d'Enghien-les-Bains.

Enghien-les-Bains possède une gare sur son territoire et une gare en limite immédiate, actuellement desservies par le transilien Paris-Nord, branches Paris-Gare du Nord — Pontoise/Persan-Beaumont (ligne H). La gare d'Enghien-les-Bains (située à Enghien-les-Bains) est desservie à raison d'un train omnibus au quart d'heure en heures creuses et par huit trains par heure en heures de pointe (tous avec un arrêt (Épinay Villetaneuse) ou deux arrêts avec La Barre ou Saint-Denis ou les trois. Il faut de douze à quinze minutes de trajet pour rejoindre la gare du Nord. Enghien-les-Bains est à deux stations d'Ermont-Eaubonne, nouveau nœud ferroviaire permettant de trouver la ligne J pour Paris Saint-Lazare (environ vingt-cinq minutes) et la ligne C du RER.
La gare de La Barre - Ormesson, située à Deuil-la-Barre en limite sud-est de la commune d'Enghien-les-Bains, est desservie à raison d'un train omnibus au quart d'heure en heures creuses et huit en heures de pointes : tous omnibus desservant Épinay—Villetaneuse et aussi pour certains Saint-Denis.
La ville possède également une importante gare routière, qui en fait un point de convergence dans la vallée de Montmorency. Elle est desservie par les lignes de bus 254 et 256 du réseau de bus RATP ainsi que par les réseaux Argenteuil - Boucles de Seine avec la ligne 7 et Vallée de Montmorency avec les lignes 1511, 1513, 1514, 1515 et 1516. La gare routière est également desservie la nuit par la ligne N51 qui part de Saint Lazare, du réseau Noctilien  mais il est à noter qu'il s'agit d'un très long trajet.
La gare d'Enghien-les-Bains était fréquentée quotidiennement en 1994 par 9 500 usagers auxquels il faut ajouter les 4 500 voyageurs du seul réseau de bus TVO (remplacé en 2021 par le réseau de bus Argenteuil - Boucles de Seine). Ce chiffre se situait entre 7 500 et 15 000 en 2002 selon les comptages du STIF.
La commune est facilement accessible de l'autoroute A15, à trois kilomètres, et se situe à moins de quinze minutes des portes de Paris par la route.

### Climat
Pour des articles plus généraux, voir Climat de l'Île-de-France et Climat du Val-d'Oise.
En 2010, le climat de la commune est de type climat océanique dégradé des plaines du Centre et du Nord, selon une étude du CNRS s'appuyant sur une série de données couvrant la période 1971-2000. En 2020, Météo-France publie une typologie des climats de la France métropolitaine dans laquelle la commune est dans une zone de transition entre le climat océanique et le climat océanique altéré et est dans la région climatique Sud-ouest du bassin Parisien, caractérisée par une faible pluviométrie, notamment au printemps (120 à 150 mm) et un hiver froid (3,5 °C).
Pour la période 1971-2000, la température annuelle moyenne est de 12,1 °C, avec une amplitude thermique annuelle de 15,5 °C. Le cumul annuel moyen de précipitations est de 657 mm, avec 10,3 jours de précipitations en janvier et 7,8 jours en juillet. Pour la période 1991-2020, la température moyenne annuelle observée sur la station météorologique la plus proche, située sur la commune de Bonneuil-en-France à 9 km à vol d'oiseau, est de 12,1 °C et le cumul annuel moyen de précipitations est de 616,3 mm,. Pour l'avenir, les paramètres climatiques de la commune estimés pour 2050 selon différents scénarios d'émission de gaz à effet de serre sont consultables sur un site dédié publié par Météo-France en novembre 2022.

## Urbanisme

### Typologie
Au 1er janvier 2024, Enghien-les-Bains est catégorisée grand centre urbain, selon la nouvelle grille communale de densité à sept niveaux définie par l'Insee en 2022.
Elle appartient à l'unité urbaine de Paris, une agglomération inter-départementale regroupant 407  communes, dont elle est une commune de la banlieue,,. Par ailleurs la commune fait partie de l'aire d'attraction de Paris, dont elle est une commune du pôle principal,. Cette aire regroupe 1 929 communes,.

### Logement
Enghien-les-Bains comptait 5 657 logements dont 4 776 résidences principales en 1999. L’âge moyen du parc immobilier est plus important que la tendance régionale. Les constructions neuves sont moins présentes que la moyenne de la région : en 1999, seulement 6,4 % des résidences principales dataient de 1990 ou après contre 9,1 % en Île-de-France. A contrario, les constructions antérieures à 1949 représentaient 54,6 % du parc contre 33,7 % pour la moyenne régionale francilienne.
84,4 % des logements sont des résidences principales, réparties à 25,1 % en maisons individuelles et à 74,9 % en appartements (respectivement 26,9 % et 73,1 % dans la région). 49,6 % des habitants sont propriétaires de leur logement, contre 45,8 % qui ne sont que locataires (respectivement 44,3 % et 51,1 % dans la région),.
À noter qu’avec 347 logements HLM soit 7,3 % du parc en 1999 (23,4 % dans la région), la ville est loin de respecter les dispositions de l’article 55 de la loi solidarité et renouvellement urbain (SRU) de décembre 2000 fixant à 20 % le taux minimum de logements sociaux pour les communes les plus importantes. On peut noter en outre que le nombre de logements vacants était important en 1999 avec 13,1 % du parc contre seulement 8,1 % dans la région.
La plupart des habitations possèdent 3 pièces (26,4 %), ou 4 pièces (42,6 %), puis 2 pièces (21,3 %). Les petits logements restent minoritaires (studios : 9,6 %). La ville possède par conséquent des logements tout à fait conformes aux tendances franciliennes avec néanmoins une sous-représentation des petites surfaces. L'âge moyen du parc est en revanche beaucoup plus élevé, malgré les diverses opérations immobilières des années 1970 à 2000,.

## Toponymie
Enghien-les-Bains doit son nom à la ville belge d'Enghien. Le déterminant les Bains est postérieur à la découverte de la source sulfureuse.
La localité de Belgique est citée pour la première fois dans les textes du XIe siècle sous les formes Edinghen ou Edinghem. On trouve Adinghien en 1092, puis Anghien en 1147, Aienghien en 1227 et pour la première fois, Enghien, en 1264.
Il s'agit d'un nom de lieu composé avec le double suffixe -ing-hem, caractéristique de la toponymie flamande. Le suffixe -ing(en) se rapporte à la propriété « chez » et le suffixe -hem à sa nature « foyer » ou « village », même origine germanique que l'ancien français ham qui a donné « hameau ».
Il est précédé d'un nom de personne germanique comme tous les noms en -ing-hem. Il s'agit sans doute d'Edo, anthroponyme francique que l'on retrouve peut-être dans Etting en Lorraine. Ce type de formation toponymique est très fréquent dans les départements du Nord et du Pas-de-Calais cf. Eringhem (nord), Maninghem (Pas-de-Calais), etc. La forme -hien est une francisation cf. Mazinghien, Frelinghien (Nord).

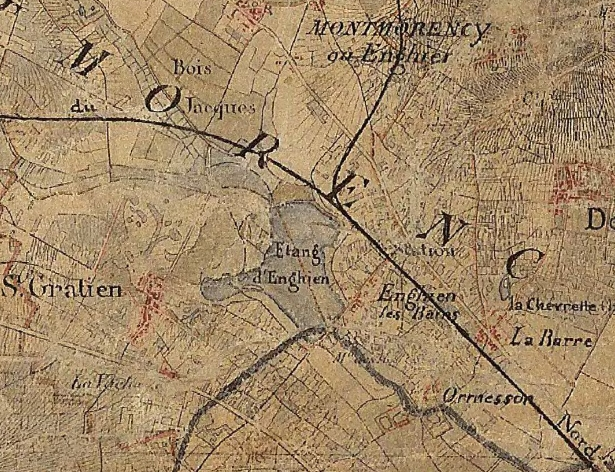
Carte d'état-major, vers 1870.
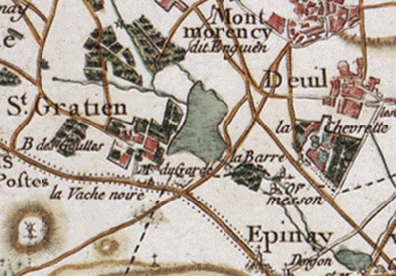
Le lac vers 1780 (carte de Cassini).

## Histoire
Au Moyen Âge, Enghien était une petite seigneurie du comté de Hainaut, située près de Bruxelles, en Belgique. Marie de Luxembourg (1462-1546), hérite du fief en 1526 et l'apporte en dot lors de son mariage avec François de Bourbon, comte de Vendôme. C'est le cadet de ses petits-fils, Louis Ier de Bourbon-Condé, qui fut le premier duc d'Enghien en 1566. Mais le titre, qui n'a pas été enregistré, s'éteint avec lui en 1569.
En 1689, les princes de Condé obtiennent de Louis XIV de commuer le duché de Montmorency, qu'ils détiennent depuis 1633, en duché d’Enghien. Officiellement, la ville de Montmorency, sa vallée et son étang doivent s’appeler « Enghien ». L’usage conserve à Montmorency son nom d’origine mais son étang s'appelle « étang (ou lac) d’Enghien ».

### Une source sulfureuse

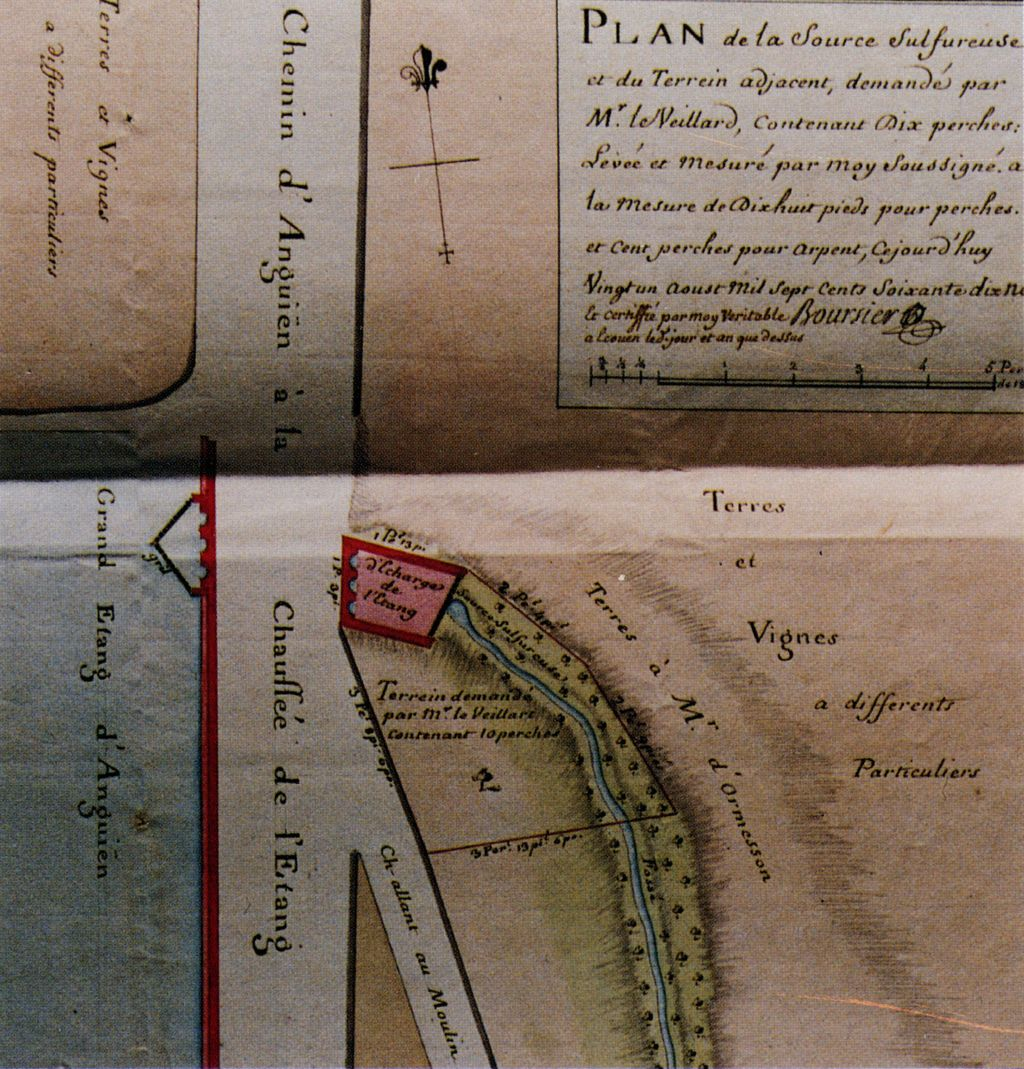
Plan de la source sulfureuse en 1779.

Jusqu'au XVIIIe siècle, l'étang dit de Montmorenci ou de Saint-Gratien, aux rives marécageuses, n'a pas attiré les implantations humaines : seul un moulin établi depuis le XIIe siècle au déversoir de l'étang (actuelle esplanade Patenôtre-Desnoyers) et quelques constructions dépendantes du château d'Ormesson existent sur le territoire actuel de la commune. La levée de terre constituant le barrage du déversoir est longée par un chemin en mauvais état, reliant les deux cités médiévales d'Argenteuil et de Montmorency, nommé « chemin de l'étang » (Il est à l'origine de l'actuelle rue du Général-de-Gaulle). L'étang, dit « étang neuf », par opposition à l'« étang vieux » au pied de la collégiale de Montmorency aujourd'hui disparu, est une nappe d'eau marécageuse et peu profonde d'une cinquantaine d'hectares aux rives incertaines au nord, et couverte de roseaux. Cet étang résulte de la rencontre de plusieurs ruisseaux au fond de la large vallée de Montmorency, à la pente à peine marquée en direction de la Seine. Le ruissellement de surface s'accompagne d'un ruissellement souterrain à travers les bancs de gypse et de calcaire qui constituent les collines environnantes et où les eaux se chargent de sulfates.
Le domaine a longtemps appartenu aux seigneurs de Montmorency, qui ont connu de nombreux conflits avec l'abbaye de Saint-Denis, leurs possessions étant imbriquées. Le domaine échoua par alliance aux Condé à la mort du dernier Montmorency en 1632, décapité sur ordre du cardinal de Richelieu pour avoir comploté contre le roi.
En 1766, Louis Cotte, alors jeune curé oratorien de Montmorency et féru de sciences, découvre au cours de ses promenades un ruisseau « puant », en fait sulfureux, s'échappant à proximité du déversoir de l'étang. Il y réalise plusieurs expériences scientifiques, plonge des pièces de divers métaux, constate que des canards vivent dans cette eau sans en être affectés, éléments qu'il soumet dans un mémoire à l'Académie royale des sciences. La nature sulfureuse des eaux est confirmée par Pierre Joseph Macquer, un chimiste académicien.
Dès 1772, le prince de Condé accorde à Louis-Guillaume Le Veillard, exploitant des eaux de Passy et futur premier maire de la commune de Passy, la concession de la source sulfureuse pour quatre ans, mais il ne put de fait exploiter la source, faute d'obtention des autorisations nécessaires auprès de la Faculté de Médecine. Une nouvelle concession lui est accordée, cette fois-ci pour soixante ans, à charge pour lui de payer au prince une charge de quarante francs, de « continuer les sollicitations pour obtenir les approbations nécessaires à l'exploitation du débit des eaux et de tenir en bon état les regards et réservoirs de la fontaine qu'il a construite en 1772 ». En 1781, il fait édifier un nouveau bassin en pierre. La même année, de nouvelles voitures à trente sols de l'heure furent mises en service pour les gens ne disposant pas de carrosses. Les carrosses quant à eux parcourent la vallée de Montmorency pour douze sols par place et par lieue, et contribuent à faire augmenter la fréquentation de la source. Un article écrit par deux médecins paraît dans Le journal de Paris du 24 mai 1787 et décrit comment le secrétaire des commandements du prince de Condé s'est trouvé guéri d'un mal qui le rongeait depuis dix ans par la vertu des eaux d'Enghien. L'article contribue à accroître la notoriété grandissante de la station thermale naissante. À cette époque, le hameau d'Enghien n'est encore constitué que de quelques chaumières entourant la maison du meunier. Deux cabanes abritent les baignoires rudimentaires des premiers curistes. En 1800, madame Gauthier, sœur de Benjamin Delessert, créateur de la caisse d'épargne, acquiert les thermes d'Enghien et fonde le premier établissement thermal à la fin du Premier Empire.
Jean-Baptiste Péligot, administrateur en chef des hôpitaux et hospices de Paris, arrive sur les rives du lac en 1821. Il abandonne alors ses fonctions parisiennes et consacre sa vie et sa fortune personnelle au développement de la jeune station thermale.
C'est avec l'eau d'Enghien sur les conseils de son médecin personnel, le baron Antoine Portal, que Louis XVIII guérit en 1823 d'un ulcère à la jambe… Les eaux de la ville deviennent alors subitement à la mode. L'engouement du tout-Paris pour Enghien fait affluer les curistes dans l'établissement thermal, récemment réaménagé.

### Naissance d'une commune

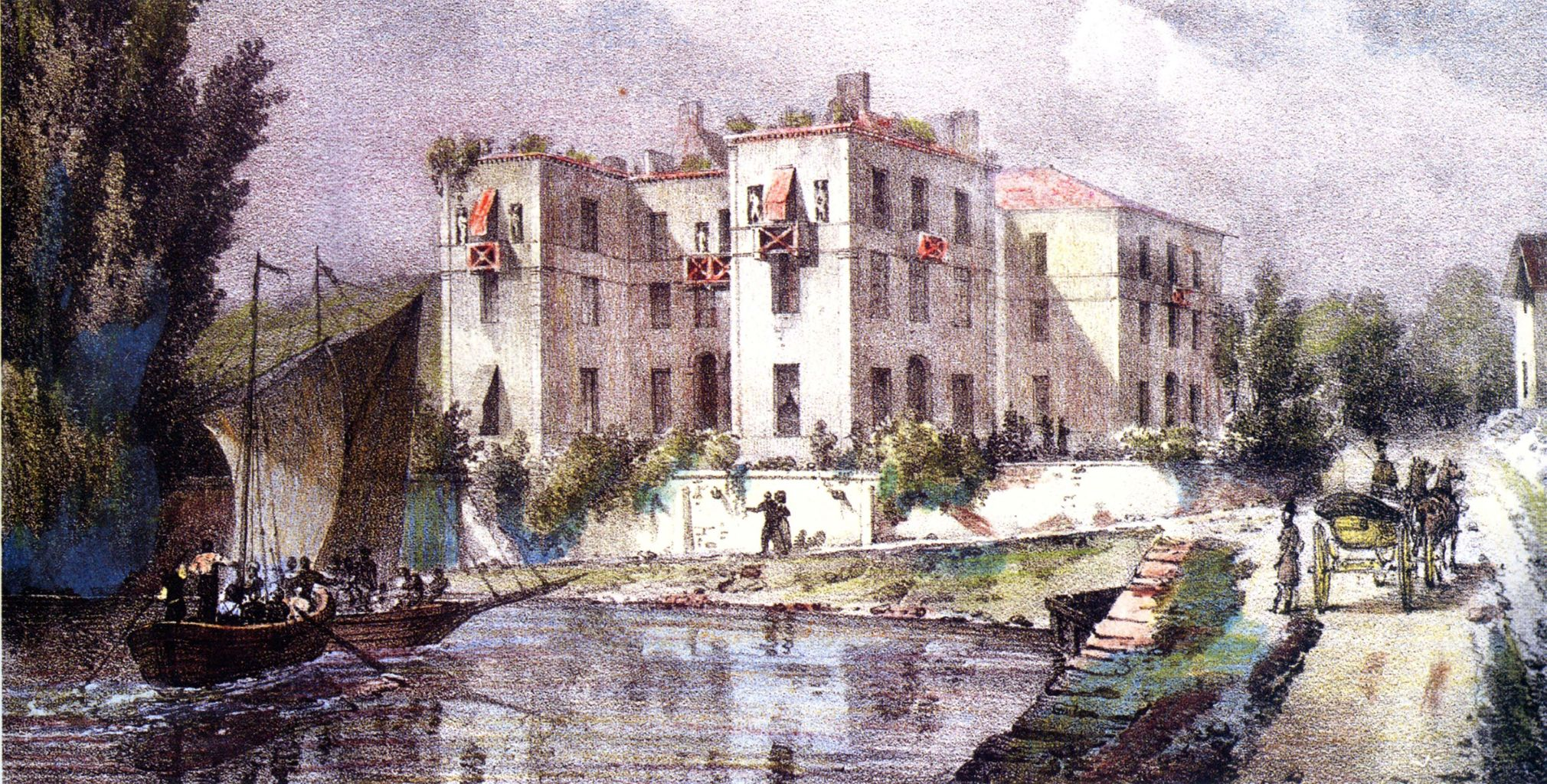
L'hôtel des Quatre-Pavillons.

Les premières constructions apparaissent vers 1822, dont le premier hôtel de la ville, l'hôtel des Quatre Pavillons, à la suite de l'achat de la jouissance du lac et des terrains environnants par monsieur Péligot au comte de Luçay.
Sous la Restauration, la villégiature des Parisiens aisés se développe, le hameau d'Enghien commence son développement progressif et le lac d'Enghien, autrefois étang bordé de rives marécageuses, commence à être aménagé.
Venu pour la première fois à Enghien en 1827, Alexandre Dumas fait dans ses Mémoires une description de l'évolution du lieu en quelques décennies :
« Le lac d'Enghien n'est pas alors un joli lac peigné, frisé, rasé comme il est aujourd'hui ; il n'avait pas sur ses bords un jardin public, plein de roses, de dahlias de jasmins, il n'avait pas sur toute sa circonférence des châteaux gothiques, des villas italiennes, des cottages anglais et des chalets suisses, il n'avait pas enfin, sur sa surface, des centaines de cygnes, venant demander l'aumône d'un échaudé aux voyageurs qui dans les bateaux, sillonnent maintenant les surfaces de son eau filtrée comme l'eau d'un bassin, polie comme la glace d'un miroir ; non, le lac d'Enghien était à cette époque un lac tout simplement, un vrai lac, un peu boueux pour un lac, pas assez pour un étang. Il était couvert de joncs, de nénuphars, au milieu desquels jouaient les plongeons, caquetaient les poules d'eau, et barbotaient les canards sauvages, le tout en suffisante quantité pour donner récréation à une vingtaine de chasseurs.»
Néanmoins un problème administratif fit l'objet de longs et houleux débats dans la région. En effet, le hameau est situé sur le territoire de quatre communes rurales aux moyens financiers limités et incapables d'assumer sa gestion. Les rues ne sont pas pavées, il n'y a ni église, ni école. Dès les années 1820, l'administration royale tente bien de créer une nouvelle commune, mais en proie à l'hostilité des maires et de la population des quatre communes concernées, le projet reste provisoirement sans suite. Les années passent et avec le développement du hameau, les problèmes ne font que s'amplifier, en particulier avec l'arrivée du chemin de fer en juillet 1846 qui met la station thermale à moins de trente minutes de Paris et permet l'accès de la station à une population plus nombreuse et moins aisée. L'administration royale impose alors la création de la commune, qui ne fut que peu retardée par la chute de la monarchie en 1848 et l'avènement de la Deuxième République.
La ville est officiellement créée par une loi promulguée le 5 août 1850, son territoire étant délimité aux dépens des communes de Soisy-sous-Montmorency (62,4 ha), Deuil (27,6 ha), Épinay (15,2 ha) et Saint-Gratien (37,8 ha). À noter que la commune d'Étel dans le Morbihan fut créée par le même décret.
Les premières élections municipales eurent lieu le 29 décembre 1850, la commune comptait alors 378 habitants permanents. Le premier conseil municipal comptait dix membres, d'une moyenne d'âge de 43 ans.

### L'apogée d'Enghien

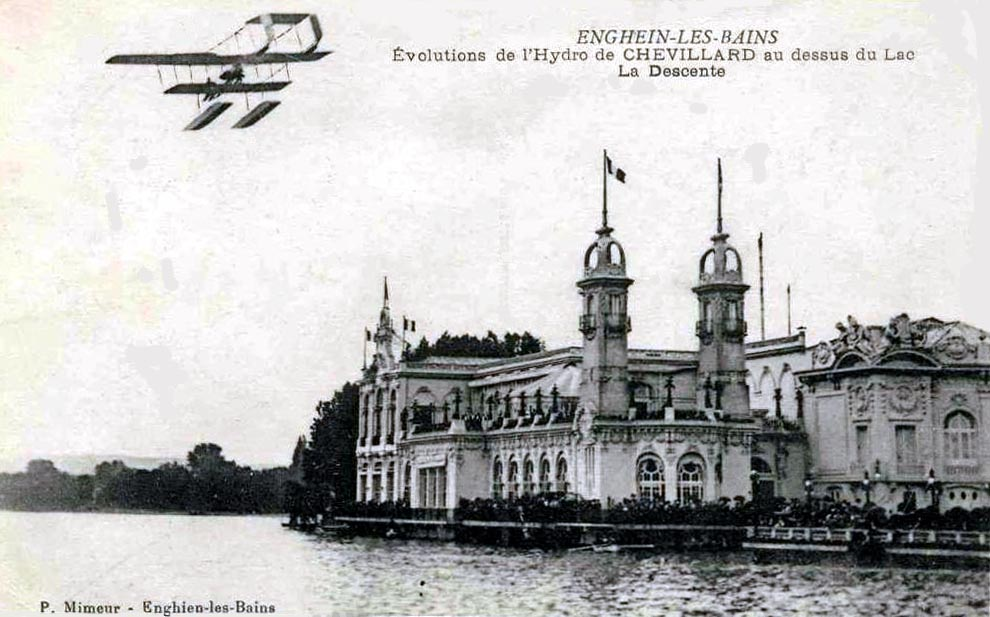
Évolutions de l'Hydro de Chevillard au-dessus du lac en 1912.

Sous le Second Empire, la ville est célèbre pour ses fêtes fastueuses, prenant le plus souvent le lac pour cadre. Chaque dimanche, un concert est donné ainsi qu'un bal dans le parc des thermes, chaque mercredi voit se dérouler une soirée dansante. La bourgeoisie parisienne séduite par le cadre et l'accessibilité de la station grâce au chemin de fer fait à cette époque édifier de superbes demeures essentiellement sur les rives du lac. Les hommes politiques, industriels, artistes résident en saison à Enghien. L'installation de la princesse Mathilde, cousine de Napoléon III, dans la commune voisine de Saint-Gratien fit encore croître l'engouement pour la ville thermale. Elle y reçoit en effet les auteurs les plus brillants de cette époque.
Le chemin de fer de la compagnie du Nord Paris-frontière belge dessert la commune depuis le 11 juillet 1846 à raison d'un train à la demi-heure. De cent trains quotidiens avant le début du XXe siècle, on passe à 152 trains en 1909, transportant trois millions de voyageurs annuels, et 200 trains en 1913. Enghien fut également reliée à partir de 1863 à la gare Saint-Lazare à raison d'un train par heure. L’horaire Chaix de 1902 comporte 22 trains circulaires de Paris-Nord à Paris-Saint-Lazare et vice-versa, service qui fut définitivement suspendu en 1915.

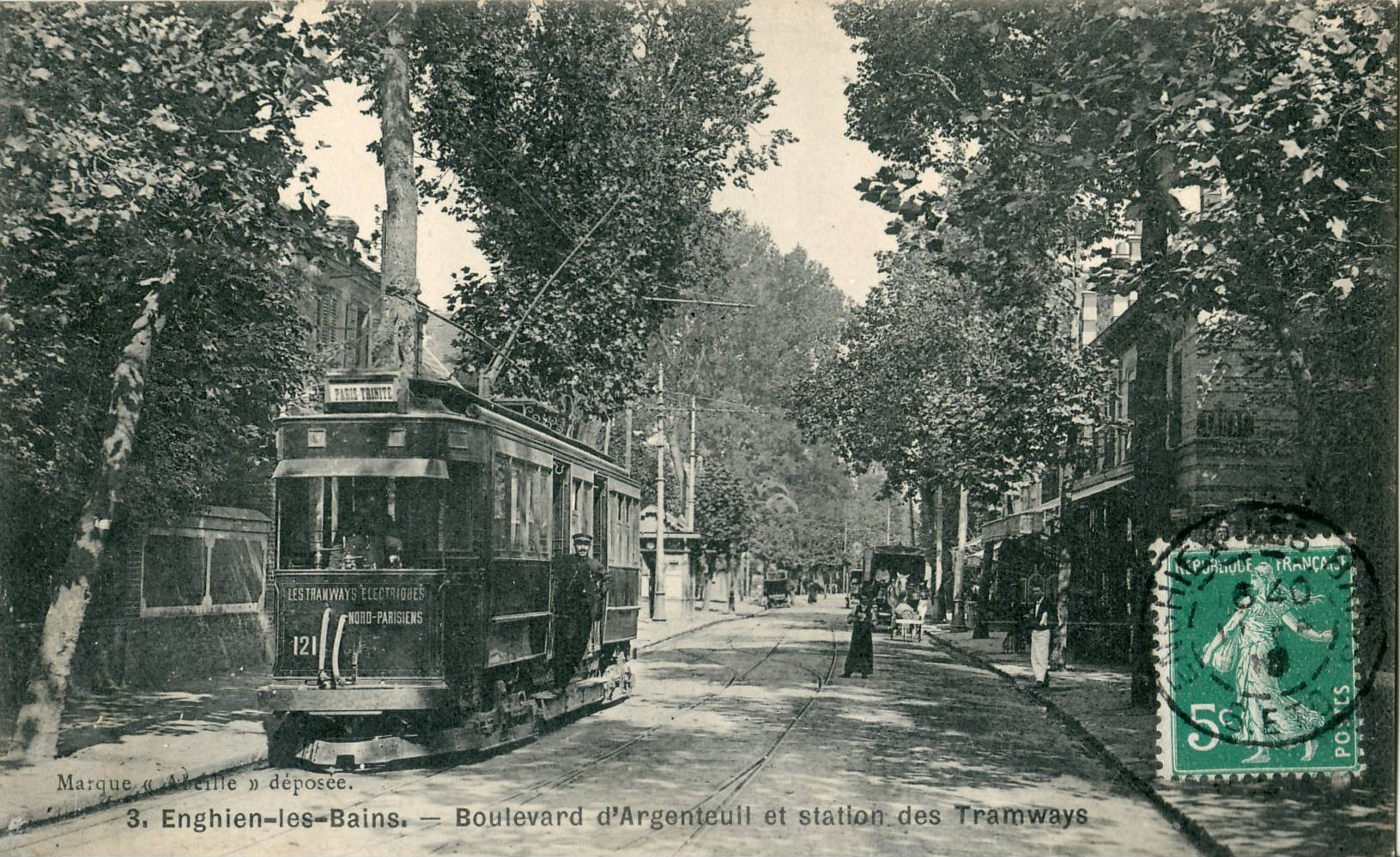
Tramway à voie normale de la ligne Enghien - Trinité.

En 1866, la ville est également reliée à Montmorency par un chemin de fer privé d'intérêt local, le « Refoulons ». Ce dernier disparaît en 1954.
Un tramway relie la gare d'Enghien à Montmorency le 28 octobre 1897 et Saint-Gratien en 1901. Il dessert les trois communes à raison d'un tram toutes les vingt minutes de six heures du matin à vingt-deux heures vingt. La ligne, fortement déficitaire est mise sous séquestre dès 1905.
Une autre ligne de tramway, l'Enghien-Trinité entre l'église de la Trinité à Paris et la gare d'Enghien, via Épinay-sur-Seine, Saint-Denis, Carrefour Pleyel, Mairie de Saint-Ouen et Place de Clichy voit le jour le 19 avril 1908 après des travaux d'adaptation (passage à l'écartement des voies de 1,435 m). Elle transporta 8 754 000 voyageurs en 1909 avant de finalement disparaître dans l'indifférence générale en 1935, à la suite des nombreux désagréments apportés aux habitants, remplacée par un service d'autobus jugé plus moderne et plus fiable.
Enghien s'agrandit de quarante et un hectares de superficie jusqu'au hameau d'Ormesson par une loi du 20 janvier 1864. Cette extension fut la dernière de la commune, celles envisagées plus tard n'ayant jamais connu de suite.
Le 18 juillet 1865, les eaux d'Enghien sont reconnues par décret d'utilité publique. En 1870 et 1871, les Prussiens occupent la région.
En 1875, Hippolyte de Villemessant, fondateur du Figaro devient actionnaire de la société des eaux de la ville et parvient à faire autoriser en 1877 une salle de jeux : mais seuls les petits chevaux sont acceptés avec une mise réduite. L'hippodrome est inauguré en juin 1879. En 1891, un théâtre d'hiver est édifié, la saison se prolonge toute l'année.
En 1886, cinq hectares de vignes produisent encore deux cent cinquante-cinq hectolitres de vin.
En 1901, est édifié un nouveau casino en forme de navire. La loi de 1907 autorise les jeux d'argent dans les stations thermales et balnéaires; un nouveau bâtiment bien plus vaste et encore visible de nos jours est alors construit et devient le premier véritable casino d'Enghien. À cette époque, le casino offre un billet retour en train vers Paris en première classe à ses clients ruinés par leur visite.

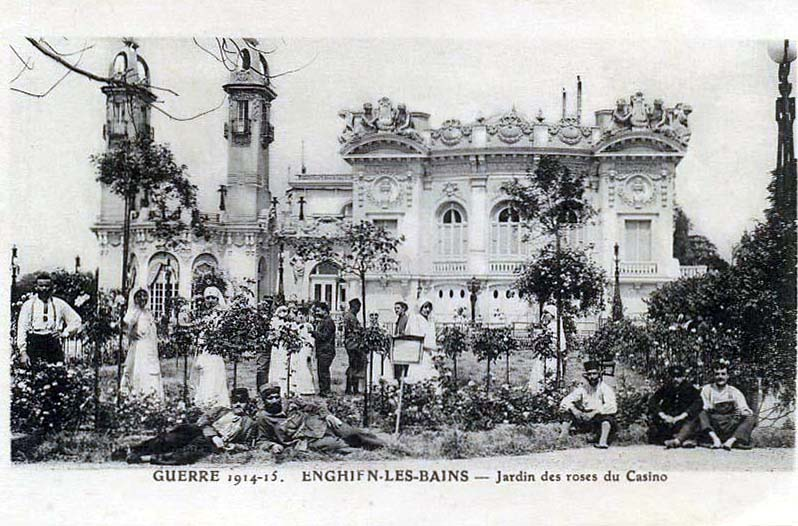
Guerre 1914-1915 - Jardin des roses du casino.

En juillet 1904, un garde-corps métallique de deux cent soixante-trois mètres de long remplace l'ancienne barrière en bois de la chaussée du lac qui menaçait de s'effondrer. En 1911, cette barrière est à son tour remplacée par l'actuelle jetée-promenade avec balustrade en fer forgé de neuf mètres de large, en encorbellement sur le lac.
Le succès d'Enghien-les-Bains fut à l'origine du désir d’autres communes de bénéficier également de cette notoriété et de ses retombées économiques. Ainsi, dès 1878, Livry-Gargan, à l'est de Paris, voulut concurrencer Enghien en exploitant la source de l’actuel lac de Sévigné. Le maire de Livry de l'époque fit construire une station thermale appelée « Sévigné-les-Eaux », mais les thermes n’eurent pas le succès escompté. En 1912, le conseil municipal de Livry-Gargan sollicita la reconnaissance de la commune comme « station hydrominérale ». Mais par décret, du 17 novembre 1912, l’Académie nationale de médecine et le Conseil d’hygiène refusèrent, et la proposition fut rejetée par le Conseil d’État et le Gouvernement. Selon la rumeur, cette décision fut en fait influencée par les dirigeants politiques d’Enghien-les-Bains soucieux d'éviter cette concurrence.
En 1912, les techniques nouvelles trouvent leur place dans les festivités de la ville : une projection cinématographique est organisée et un aérostat portant le nom de « La Ville d'Enghien » est lancé. Le lac sert alors de cadre à de nombreuses fêtes et compétitions : des régates, des concours de bateaux fleuris s'y déroulent régulièrement. Malheureusement, en 1914, la Première Guerre mondiale met brutalement fin à la Belle Époque.
Le casino ferme ses portes et devient un hôpital militaire, ainsi que la salle des fêtes municipale. Seuls les concerts donnés le dimanche au kiosque sont permis, toute autre réjouissance est alors proscrite.

### L'entre-deux-guerres

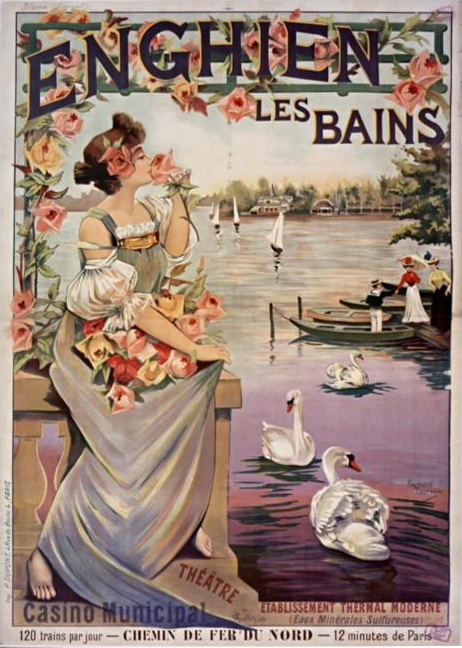
Affiche du Chemin de Fer du Nord de 1901.

Après la guerre, les réjouissances reprennent lentement, mais les temps sont difficiles. La loi de finances 1920 interdit les jeux dans un rayon de cent kilomètres autour de Paris, diminuant fortement les moyens financiers de la ville. Les nombreuses démarches engagées par Henri Patenôtre-Desnoyers, député-maire de la ville, aboutissent en 1931 : Pierre Laval, alors ministre de l'Intérieur, autorise sous certaines conditions les jeux à Enghien. Les festivités reprennent avec faste jusqu'en 1939. En 1935, le président Albert Lebrun inaugure un nouvel établissement thermal.
Durant l'entre-deux-guerres, la population continue à fortement s'accroître, tandis que régresse la faible activité industrielle, faute de place disponible. La seule industrie survivante, la distillerie Garnier (14-16, rue de la Libération) ferme définitivement ses portes en 1974 avant d'être transférée à Fécamp dans les locaux de la S.A. Bénédictine qui l'a alors rachetée.
Le syndicat d'initiative est fondé le 20 juin 1925 puis un premier marché couvert est inauguré en 1927. La même année, l'église devenue trop étroite pour la population est agrandie. En janvier 1932, le pont du chemin de fer est élargi, donnant naissance à la place Foch. En 1934, le passage à niveau de la Barre est supprimé. Au début des années 1930, la gare d'Enghien-les-Bains voit passer trois millions de voyageurs par an, se classant immédiatement en trafic sur le réseau Nord en troisième position après la gare du Nord et la gare de Lille<.
La Seconde Guerre mondiale éclate et dès le 2 septembre 1939, le casino ferme de nouveau ses portes. En juin 1940, les Allemands occupent la ville et restent fortement implantés durant l'Occupation.

### L'après-guerre

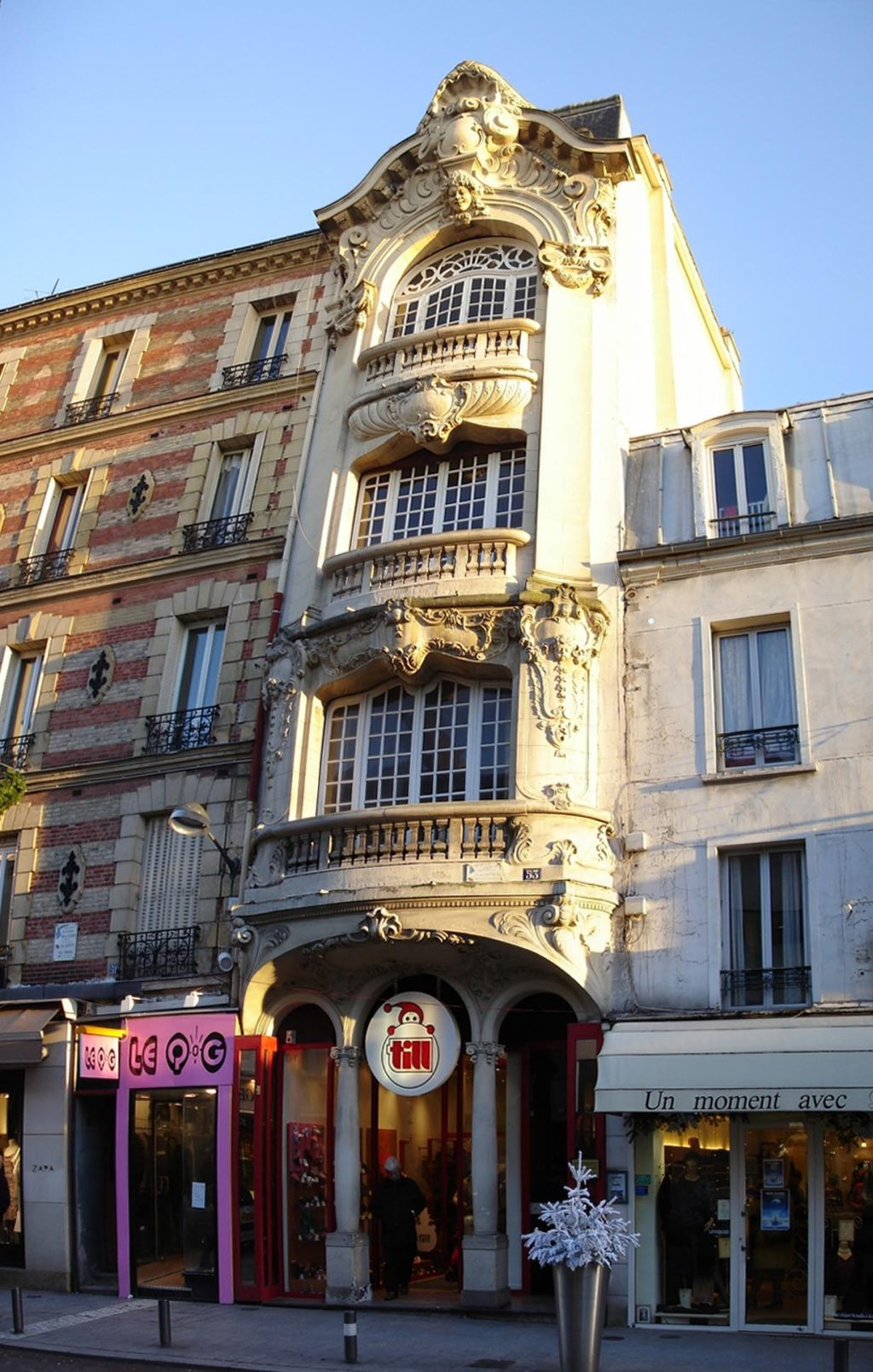
Immeuble « rococo », rue du Général-de-Gaulle.

En 1946, le casino rouvre ses portes, mais pendant la saison fixée comme celle des thermes, du 1er avril au 31 décembre, seuls les jeux de table, baccara et banque à tout va, sont autorisés. L'ancien hôtel des Bains laisse la place à l'actuel Grand Hôtel des Bains en 1949. Comptant soixante chambres classées quatre étoiles, il accueille rapidement les célébrités du moment tels que Pierre Fresnay, Yvonne Printemps ou encore le peintre Maurice Utrillo durant l'été 1955. Le Kursaal, ancienne propriété de Villemessant restée longtemps à l'abandon, est finalement démoli en 1953, et l'avenue de Ceinture est alignée dans l'axe du boulevard Cotte, ce qui permet l'agrandissement du Jardin des Roses.
La ville renoue progressivement avec son calendrier festif, mais l'après-guerre voit un changement dans les habitudes, une facilité d'accès aux villes balnéaires grâce aux progrès du chemin de fer puis à la démocratisation de l'automobile. En 1954, le premier tiercé se court à l'hippodrome d'Enghien. Les festivités évoluent : des salons, des spectacles au théâtre du casino, des conférences, un concours international d'échecs renommé, plus récemment un marché de Noël ou une compétition estivale de wakeboard tentent de redonner à Enghien son lustre d'antan.
Le 8 janvier 1964, Enghien-les-Bains devient le chef-lieu d'un nouveau canton, comprenant Deuil-la-Barre et Montmagny.
Le développement de l'automobile dans les années 1960 commence à provoquer une congestion croissante du centre-ville, aux rues particulièrement étroites. La multiplication de places de stationnement ou de parkings souterrains et un nouveau plan de circulation ne suffisent pas à endiguer le phénomène. La municipalité dirigée par Jean Moracchini adopte le premier plan d'occupation des sols (POS) qui a pour ambition « d'adapter la ville actuelle aux exigences de la vie moderne, de développer sa vocation de ville thermale, commerciale et de loisirs, sans nuire à son caractère résidentiel ». Il note par ailleurs les principales insuffisances de la commune : la vétusté du logement, dont la moitié du parc est antérieur à 1914, la pénurie de terrains disponibles pour la construction, les difficultés de circulation et de stationnement, l'insuffisance de certains équipements collectifs.
L'équipe municipale lance deux vastes projets d'urbanisme : la ZAC Centre-Ville, achevée en 1993, qui voit la reconstruction d'une partie du centre afin d'éliminer une poche d'habitat considéré comme insalubre, et la ZAC Front du Lac, seulement achevée en 2006 avec la reconstruction de l'établissement thermal.
La municipalité dirigée par Philippe Sueur depuis 1989 lance plusieurs projets : une révision du POS, l'élargissement de la rue de Malleville, afin de délester le centre-ville de l'importante circulation de transit, et en parallèle, le rétrécissement des chaussées et l'élargissement des trottoirs des deux principales voies commerçantes de la ville, les rues du Général-de-Gaulle et de Mora. Le jardin des Roses est quant à lui réaménagé au-dessus d'un nouveau parking souterrain.

### LeXXIesiècle
Aujourd'hui, le casino d'Enghien-les-Bains est le plus proche de Paris, le seul à moins de cent kilomètres de la capitale et le premier de France pour ses recettes (135 millions d'euros en 2006). Il est même en passe de devenir le premier casino d'Europe.
Le casino accueille l'élection de Miss Paris et Miss Île-de-France, tous les ans fin octobre depuis 2007.
L'histoire d'Enghien est plutôt courte si on la compare à celle de villes voisines dont le nom voire l'emplacement du centre ville datent de la période romaine. Aujourd'hui encore, le casino, les installations thermales, le lac et l'hippodrome (qui se situe, lui, dans la commune voisine de Soisy) sont très importants dans la vie et l'économie d'Enghien.
Depuis le 2 octobre 2003, la municipalité a décidé d'engager une procédure de création de zone de protection du patrimoine architectural, urbain et paysager (ZPPAUP). Créée par arrêté municipal en date du 9 octobre 2007, elle permet d'étendre la zone de protection aux nombreux quartiers riches de demeures à l’architecture remarquable du XIXe siècle.
La rénovation du casino et du théâtre municipal en 2005 et l'ouverture de nouveaux thermes modernisés en octobre 2006 devraient favoriser le dynamisme touristique et économique de la cité, Enghien-les-Bains demeurant par ailleurs la commune la plus résidentielle et chère du Val-d'Oise.

## Politique et administration

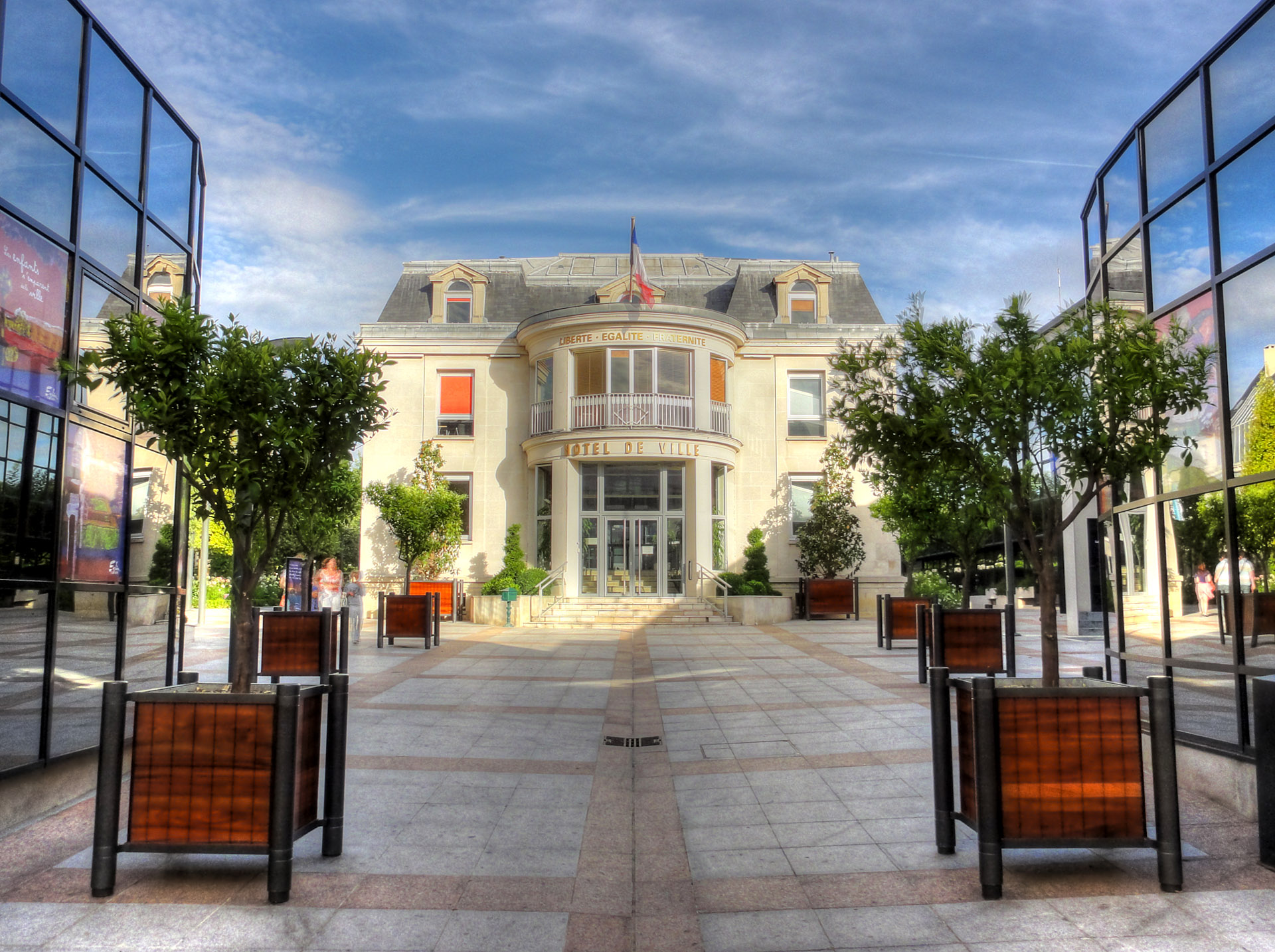
L'hôtel de ville (photo HDR).

La commune a été créée en 1850 par détachement de celles de  Deuil-la-Barre, Épinay-sur-Seine, Saint-Gratien et Soisy-sous-Montmorency.

### Rattachements administratifs et électoraux
De sa création en 1850 à 1964, Enghien-les-Bains dépendait du canton de Montmorency . En 1964, il devient le chef-lieu du Canton d'Enghien-les-Bains. Dans le cadre du redécoupage cantonal de 2014 en France, la commune fait désormais partie d'un nouveau canton de Montmorency.
Pour l'élection des députés, la ville fait partie de la sixième circonscription du Val-d'Oise.
Enghien-les-Bains fait partie de la juridiction d'instance de Montmorency, et de grande instance ainsi que de commerce de Pontoise,.
Enghien-les-Bains appartient à l'unité urbaine et à l'aire urbaine de Paris.

### Intercommunalité
Conformément aux dispositions de la loi du 16 décembre 2010 portant réforme des collectivités territoriales, la commune a dû adhérer à la communauté d'agglomération de la vallée de Montmorency (CAVAM) le 1er janvier 2014,,.
Dans le cadre de la mise en œuvre de la loi MAPAM du 27 janvier 2014, qui prévoit la généralisation de l'intercommunalité à l'ensemble des communes et la création d'intercommunalités de taille importante, et, dans la seconde couronne parisienne, capables de dialoguer avec la métropole du Grand Paris, la CAVAM a fusionné avec sa voisine pour former, le 1er janvier 2016, la communauté d'agglomération Plaine Vallée, dont Enghien-les-Bains est désormais membre.

### Tendances politiques
Politiquement, Enghien-les-Bains est une ville de droite, les électeurs ayant continuellement voté très majoritairement à droite à toutes les consultations électorales depuis plusieurs décennies. À noter que le maire de la commune depuis 1989, Philippe Sueur, est quant à lui centriste (ex -UDF, puis divers droite). Ce dernier a été réélu en 2001 lors d'une triangulaire avec 76,44 % des suffrages exprimés contre 13,30 % pour un opposant divers droite et 10,26 % pour le candidat du Front national (avec 37,63 % d'abstention).

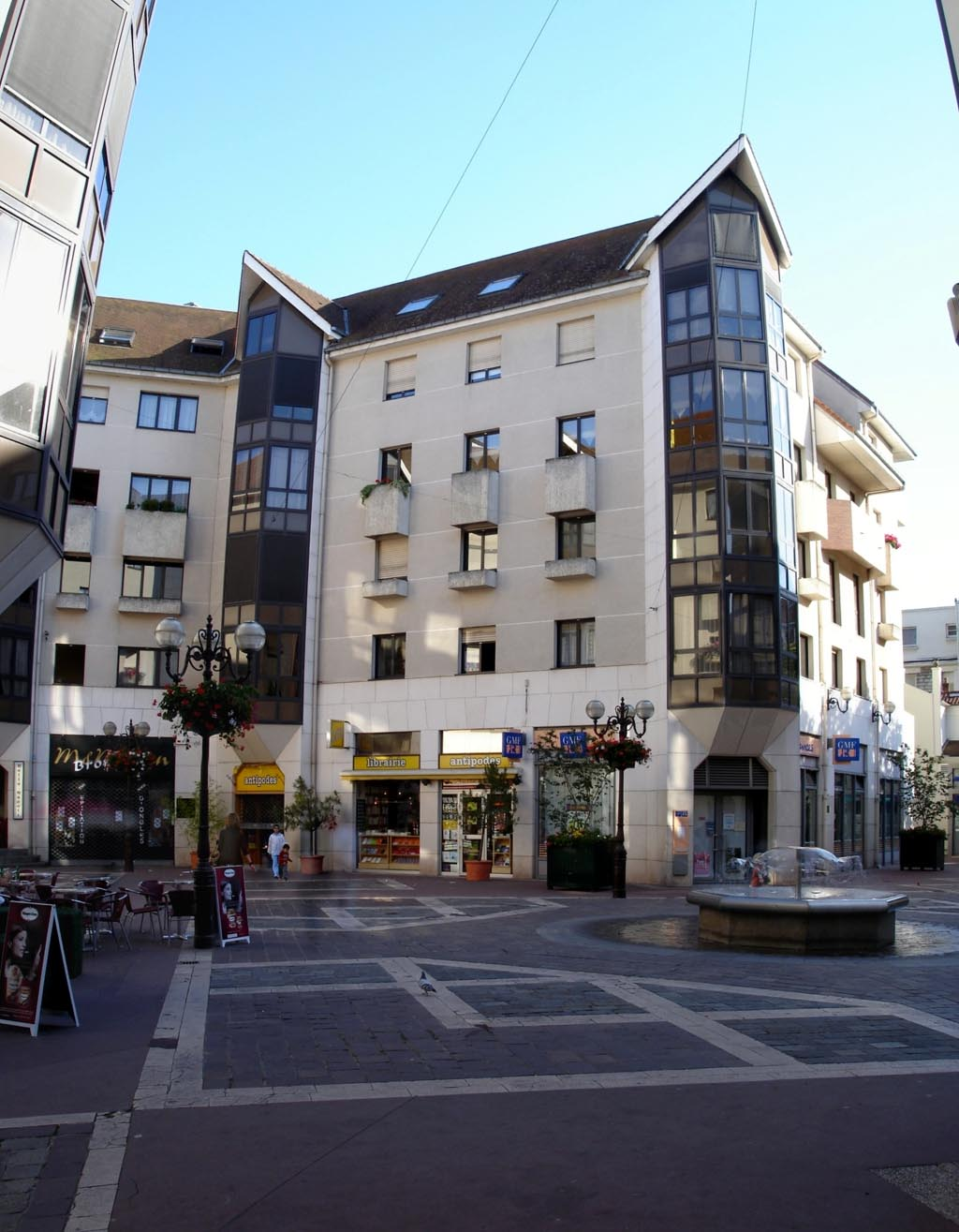
La place de l'Europe.

En 1995, les Enghiennois avaient préféré au second tour de l'élection présidentielle Jacques Chirac avec 72,94 % à Lionel Jospin avec seulement 27,06 % des suffrages exprimés.
À l'élection présidentielle de 2002, le premier tour a vu arriver en tête Jacques Chirac avec 28,8 %, suivi de Jean-Marie Le Pen avec 15,9 %, François Bayrou à égalité avec Lionel Jospin avec 11,4 %, puis Alain Madelin avec 8,0 % et Jean-Pierre Chevènement avec 7,0 %, aucun autre candidat ne dépassant le seuil des 5 %.
Au second tour, les électeurs ont voté à 84,5 % pour Jacques Chirac contre 15,5 % pour Jean-Marie Le Pen avec un taux d’abstention de 17,0 %, résultat assez proche des tendances nationales (respectivement 82,21 % et 17,79 % ; abstention 20,29 %) avec cependant deux points supplémentaires pour Jacques Chirac.
Au référendum sur le traité constitutionnel pour l’Europe du 29 mai 2005, les Enghiennois ont largement voté pour le projet de traité établissant une Constitution pour l'Europe, avec 67,42 % de Oui contre 32,58 % de Non avec un taux d’abstention de 27,75 % (France entière : Non à 54,67 % ; Oui à 45,33 %). Ces chiffres sont inverses à la tendance départementale du Val-d'Oise (Non à 53,47 % ; Oui à 46,53 %) mais largement supérieurs à la moyenne des résultats franciliens (Oui 53,99 % ; Non 46,01 %) démontrant le caractère nettement privilégié des habitants de la ville en Île-de-France mais surtout dans le Val-d'Oise, l'électorat ayant choisi le vote positif étant, selon les analystes politiques, le fait d'une population plus privilégiée économiquement et d'un plus haut niveau d'éducation que la moyenne des Français[réf. nécessaire].
À l’élection présidentielle de 2007, le premier tour a vu se démarquer nettement en tête Nicolas Sarkozy avec 49,16 %, suivi loin derrière par François Bayrou avec 19,46 %, puis Ségolène Royal en troisième position avec 18,46 % et Jean-Marie Le Pen avec 7,0 %, aucun autre candidat ne dépassant le seuil des 1,5 %. Le second tour a vu arriver largement en tête Nicolas Sarkozy avec 68,55 % (résultat national : 53,06 %), Ségolène Royal ne totalisant que 31,45 % des suffrages enghiennois (national : 46,94 %).

### Administration municipale
Le conseil municipal est composé de trente-trois membres.

### Politique de développement durable
La ville a engagé une politique de développement durable en lançant une démarche d'Agenda 21 en 2009.

### Outils de démocratie participative
Un conseil municipal d'enfants a été mis en place le 17 octobre 2006.

### Jumelages
- Enghien (Belgique) depuis le 16 juin 1957.
- Bad Dürrheim (Allemagne) depuis le 26 septembre 1992.

Les liens qui unissent les deux Enghien remontent aux débuts de la Première Guerre mondiale, mais il fallut attendre 1957 pour qu'une charte de jumelage fût signée avec l'Enghien belge située dans la Province de Hainaut. C'est à la Pentecôte qu'une délégation belge fut reçue à Enghien-les-Bains, ce qui donna lieu à diverses réjouissances : un concours d'élégance automobile, un concert et un bal marquèrent l'importance de cette journée symbolique.
Le 26 septembre 1992 fut signée une charte de jumelage avec la station thermale allemande de Bad Dürrheim, située entre Schwenningen et Donaueschingen, en Forêt-Noire, à 110 km au sud-est de Strasbourg.

## Population et société

### Démographie
Avec l'arrivée du chemin de fer en 1846, Enghien-les-Bains, à l'image des communes voisines, connaît une forte expansion, qui ne fut ralentie que par les guerres.
La population d'Enghien en 1866 commence à affirmer son originalité par rapport aux communes voisines. Dans le canton de l'époque (celui de Montmorency, alors plus étendu que de nos jours), l'activité principale est la culture de la vigne, des fruits et des légumes : plus de 50 % des hommes travaillent la terre, 25 % environ ont une activité artisanale, moins de 20 % sont employés dans le commerce et les services et à peine 6 % de professions libérales. La moitié des hommes d'Enghien travaillent eux dans le commerce et les services. La commune compte alors près de 20 % de professions libérales. Plus jeune et plus tournée vers les services, la population de la commune diffère des villes et villages voisins. Il faut ajouter à ces résidents permanents un nombre important de curistes et visiteurs qui doublent la population de la commune les mois d'été.
Après la Seconde Guerre mondiale, l'expansion d'Enghien est similaire à la plupart des communes de l'agglomération parisienne. Cependant limitée par la surface restreinte de la commune déjà totalement urbanisée après guerre, sa population a stagné puis finalement régressé tandis que la plupart des communes voisines voyaient leur population parfois doubler en trente ans. Mais elle n'a pas de ce fait connu une urbanisation brutale et massive et les importantes mutations sociales de nombreuses villes avec la construction de grands ensembles, telle Épinay-sur-Seine sa voisine.
L'évolution du nombre d'habitants est connue à travers les recensements de la population effectués dans la commune depuis 1851. Pour les communes de plus de 10 000 habitants les recensements ont lieu chaque année à la suite d'une enquête par sondage auprès d'un échantillon d'adresses représentant 8 % de leurs logements, contrairement aux autres communes qui ont un recensement réel tous les cinq ans,.

En 2022, la commune comptait 11 594 habitants, en évolution de +2,1 % par rapport à 2016 (Val-d'Oise : +4 %, France hors Mayotte : +2,11 %).
| 1851 | 1856 | 1861 | 1866  | 1872  | 1876  | 1881  | 1886  | 1891  |
| ---- | ---- | ---- | ----- | ----- | ----- | ----- | ----- | ----- |
| 368  | 489  | 804  | 1 200 | 1 422 | 1 610 | 1 875 | 2 426 | 2 670 |

| 1896  | 1901  | 1906  | 1911  | 1921  | 1926   | 1931   | 1936   | 1946   |
| ----- | ----- | ----- | ----- | ----- | ------ | ------ | ------ | ------ |
| 3 330 | 4 067 | 5 070 | 6 302 | 8 418 | 10 077 | 11 324 | 10 504 | 11 192 |

| 1954   | 1962   | 1968   | 1975   | 1982  | 1990   | 1999   | 2006   | 2011   |
| ------ | ------ | ------ | ------ | ----- | ------ | ------ | ------ | ------ |
| 12 062 | 12 504 | 12 152 | 10 712 | 9 739 | 10 077 | 10 368 | 12 121 | 11 560 |

| 2016   | 2021   | 2022   | - | - | - | - | - | - |
| ------ | ------ | ------ | - | - | - | - | - | - |
| 11 355 | 11 440 | 11 594 | - | - | - | - | - | - |

La pyramide des âges de la commune possède quelques tendances originales. La ville, contrairement à la région Île-de-France dans son ensemble, voit la part des enfants (moins de 15 ans) légèrement augmenter entre les deux recensements de 1990 et 1999. Néanmoins ces valeurs restent en deçà de la part des moins de quinze ans dans la région (17,7 % des hommes et 14,1 % des femmes à Enghien contre respectivement 19,9 % et 17,9 % dans la région).
Contrairement à la tendance régionale, la part des 60-74 ans a légèrement reculé à Enghien, tandis que les tranches les plus âgées n'ont pas connu d'évolutions significatives. Mais les tranches des 60 à 95 ans ou plus restent surreprésentées par rapport à la moyenne de la région, à raison de deux à trois points supplémentaires pour la tranche des 60 à 74 ans (12,9 % des hommes et 14,6 % des femmes à Enghien-les-Bains, contre respectivement 10,2 % et 11,3 % en Île-de-France) et le double de la moyenne régionale pour les plus de 75 ans (7,8 % et 13,5 % contre respectivement 4,0 % et 7,2 % en Île-de-France). 
La rareté des terrains disponibles cumulée à l'attrait résidentiel de la ville font d'Enghien-les-Bains une cité où les niveaux de l'immobilier sont très élevés, ce qui contribue à rendre difficile l'installation de jeunes ménages et à maintenir une population plus âgée et plus aisée que la moyenne régionale francilienne,.

### Enseignement

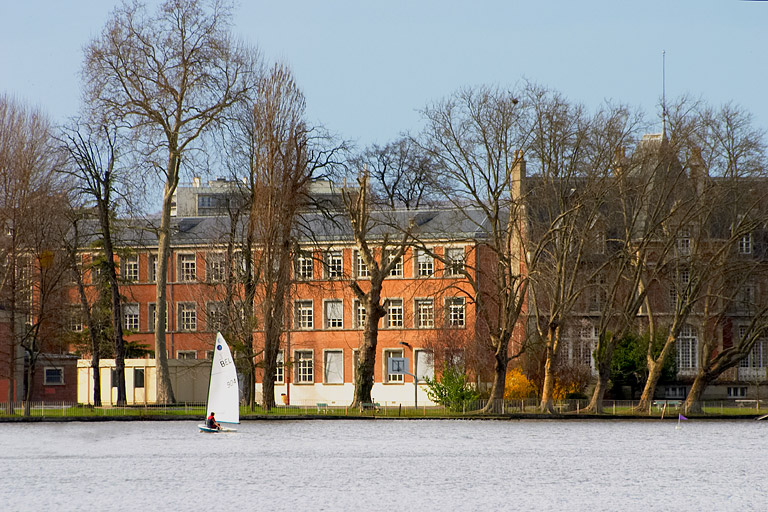
Le lycée Gustave-Monod vu du lac.

Trois écoles maternelles (dont une privée) et deux écoles primaires (un groupe scolaire et une école privée) dispensent l'enseignement primaire à Enghien. En 2006, 445 élèves étaient scolarisés en école maternelle pour 901 en élémentaire. L'enseignement secondaire est assuré par un collège public, un lycée général et un lycée technique publics et un collège/lycée privé qui rassemblent au total 4 372 élèves dans les collèges et lycées de la commune. La commune relève de l'Académie de Versailles.
Les écoles de la ville sont gérées par l’inspection générale de l'inspection départementale de l’Éducation nationale 1, rue Albert-Camus à Sannois.

#### Écoles maternelles
Raoul-Riet - 6, villa Malleville (224 élèves - 8 enseignants), Les Cygnes - 19, avenue Carlier (133 élèves - 5 enseignants) et l'école Sainte-Thérèse (école privée sous contrat) - 24 rue de Malleville (88 élèves - 3 classes).

#### Écoles élémentaires
Le groupe scolaire d’Ormesson - 11, boulevard d’Ormesson (671 élèves - 26 enseignants) et l'école Saint-Louis (école privée sous contrat) - 4, rue de Malleville (230 élèves - 10 enseignants).

#### Collèges et lycées
Collèges et lycées publics : le collège Georges-Pompidou - 20, rue de la Coussaye (546 élèves - 32 enseignants), le lycée Gustave-Monod - 71, avenue de Ceinture (1 850 élèves - 185 enseignants) et le lycée professionnel - 71, avenue de Ceinture (625 élèves - 56 enseignants).
Collèges et lycées privés : le collège-lycée Notre-Dame-Providence (école privée sous contrat) : collège au 9, boulevard Sadi-Carnot et lycée au 23, rue de Malleville (1 351 élèves - 90 enseignants).

#### Écoles à caractère professionnel
L'Institut de Formation par Alternance Pierre-Salvi (École/Entreprise, Comptabilité-Bureautique) - 24 bis, boulevard d’Ormesson, le Centre de Formation d’Apprentis de la ville d’Enghien-les-Bains - 62 et 71, avenue de Ceinture, et le Greta d’Enghien (Groupement d’établissements d’enseignement général et technique - lycées, collèges…) - 71, avenue de Ceinture.

#### Université
Enghien est sectorisée sur l'université de Paris XIII (Paris-Nord) à Villetaneuse (Seine-Saint-Denis), à environ cinq kilomètres. Le maire d'Enghien-les-Bains, Philippe Sueur, est d'ailleurs professeur de droit des institutions publiques et membre du bureau de l'université. Il fut par ailleurs l'ancien doyen de la faculté de droit de cette dernière.

### Manifestations culturelles et festivités
Enghien est une ville riche en conférences, expositions et évènements sportifs ou culturels. On peut citer outre les nombreux spectacles du théâtre du Casino :
- certaines épreuves de la coupe du monde de Wakeboard qui se déroule sur le lac en juin ;
- le triathlon Enghien - Val-d'Oise ;
- L'Enghien Jazz Festival ;
- les courses de trot de l'hippodrome, également aménagé pour les courses en nocturne ;
- le festival international de la carte postale et de l'illustration 1er week-end de juin ou dernier week-end de mai, depuis 1988 organisé par Festicart'.
- le Paris Images Digital Summit, manifestation consacrée aux effets visuels

### Santé
Outre les soins dispensés aux thermes (centre O.R.L. d'exploration fonctionnelle, traitement de l'arthrose, centre de remise en forme), la ville comptait au 1er janvier 2007 : huit pharmacies, deux laboratoires, vingt-et-un dentistes, quatorze médecins généralistes, vingt-sept médecins spécialistes, et trente-neuf auxiliaires médicaux qui constituent notamment la médecine libérale de la ville.
Enghien-les-Bains comptait une clinique, la clinique Girardin (16 avenue de Girardin), fermée il y a peu. La ville est rattachée à l'hôpital intercommunal Simone-Veil (groupement hospitalier Eaubonne-Montmorency).
L'association enghiennoise « La santé, c'est le bonheur » fut cofondée en 1929 par Gaston Israël (1890-1959) avec pour objectif la lutte contre la tuberculose et l'organisation de la protection de l'enfance. L'association reste de nos jours tournée plus particulièrement vers les plus jeunes et propose une crèche collective aux enfants de la commune, un centre de protection infantile et de vaccinations (enfants et adultes) ainsi qu'un centre médico-psychologique (8, rue Gaston-Israël).
La ville possède également deux maisons de retraite, les résidences Arpage et Jean-Moracchini.

### Sports

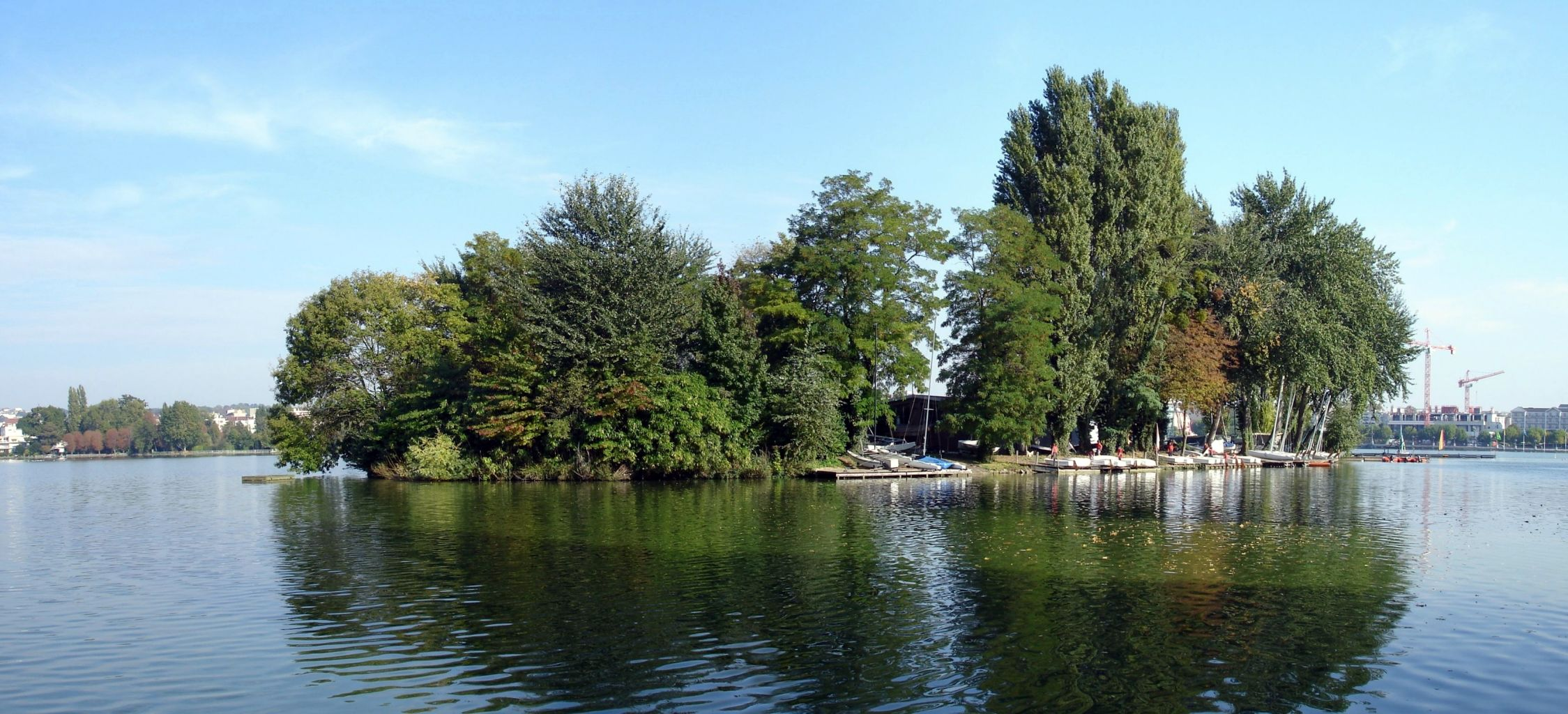
L'île des Cygnes.

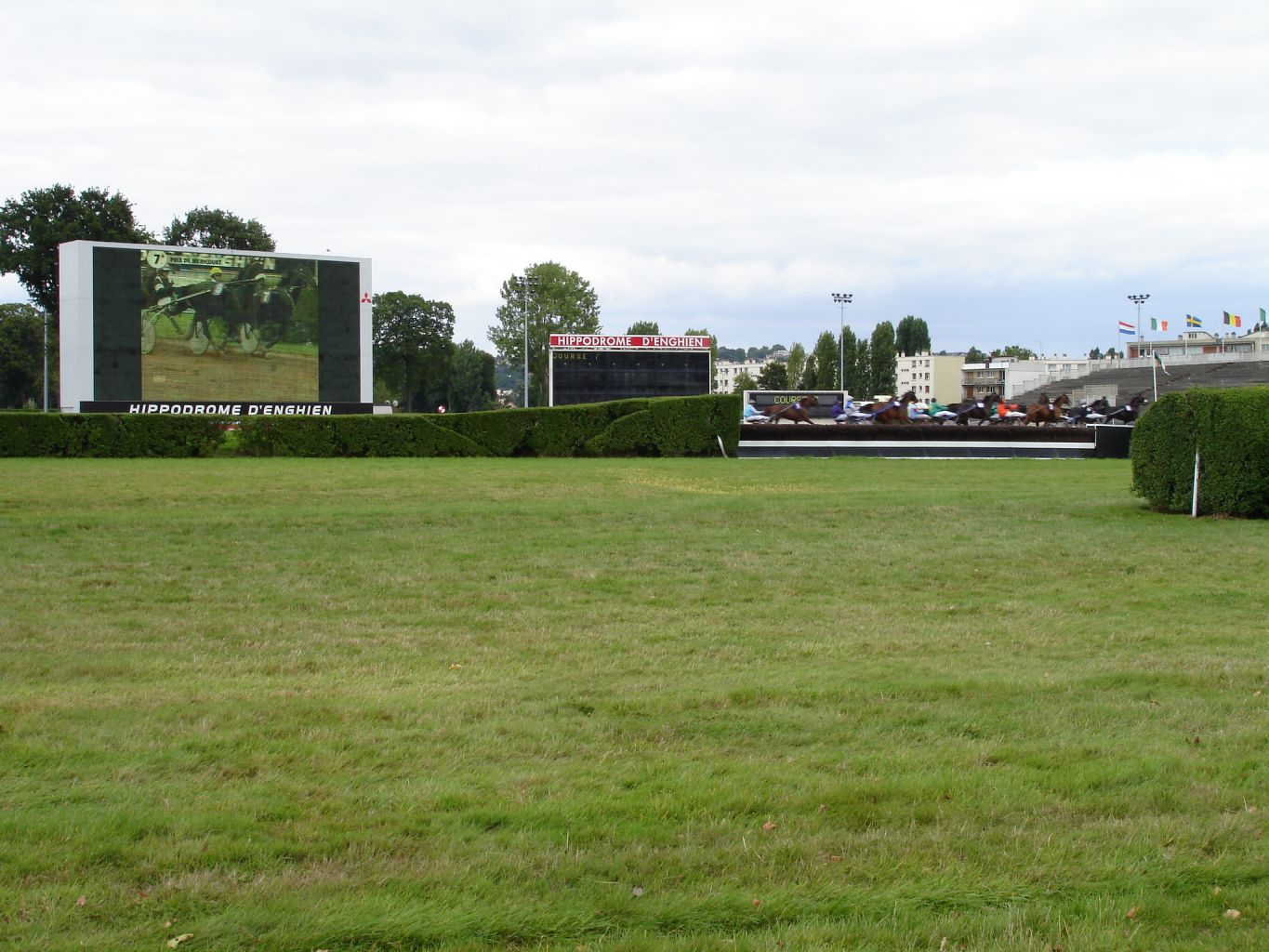
Courses de trot à l'hippodrome d'Enghien-Soisy.

La ville compte treize clubs et associations sportives et plusieurs équipements, situés sur le territoire même de la commune ou dans les villes voisines, Enghien ayant très tôt favorisée l'intercommunalité dans le domaine sportif vu l'exiguïté de son territoire qui ne permet pas d'abriter l'ensemble des installations nécessaires.
Sur le territoire d'Enghien-les-Bains on trouve les équipements suivants : l'ensemble sportif de la Coussaye (53, rue de la Coussaye), le complexe sportif le Veillard (1bis, rue le Veillard) et le gymnase Maurice-Boucher (26ter, rue Pasteur). La Société Nautique d'Enghien (SNE), située sur l'île des Cygnes sur le lac, propose à tous de découvrir, de s'initier ou de pratiquer en compétition de l'aviron, du dragon boat, et de la voile. Le lycée Gustave-Monod possède également deux gymnases (avenue de Ceinture).
À Soisy-sous-Montmorency, se situe pour l'essentiel l'hippodrome d'Enghien-Soisy.
À Montmorency, on trouve le centre Nautique intercommunal (1 à 5, rue Henri-Dunant), qui compte 700 m2 de plan d’eau répartis sur trois bassins et 1 000 m2 de terrasses, et le stade de la Butte-aux-Pères (chemin de la Butte-aux-Pères).
À Deuil-la-Barre se situent la patinoire (fermée depuis plusieurs années, 4, rue Jean-Bouin), le stade intercommunal Jean-Bouin Deuil-La-Barre / Enghien-Les-Bains (rue Jean-Bouin) qui inclut une piste de roller et de skate-board, les courts de tennis (rue Jean-Bouin) et le complexe sportif Alain-Mimoun (4, ruelle du Pavillon).
À Moisselles enfin, la ville d'Enghien-les-Bains est propriétaire d'un terrain d'aviation, où furent fondés en 1931 « les Ailerons », qui rencontrèrent le succès dans le tour de France aérien notamment.

### Médias
La commune publie un magazine d'informations municipales : Reflet.

#### IDFM Radio Enghien
IDFM, initialement Radio-Enghien puis Radio-Enghien-Île-de-France, est une radio associative aux programmes variés située à Enghien-les-Bains.
Elle émet depuis 1982, actuellement sur 98,0 MHz en modulation de fréquence, ainsi que sur le site internet idfm98.fr, et diffuse ses programmes sur une partie de la région Île-de-France depuis l'émetteur TDF de Sannois. Elle a été gérée de 1983 à 2012 par Luce et Jacques Berbéridès, puis actuellement depuis 2013 par Jean-François Dupaquier.

### Cultes

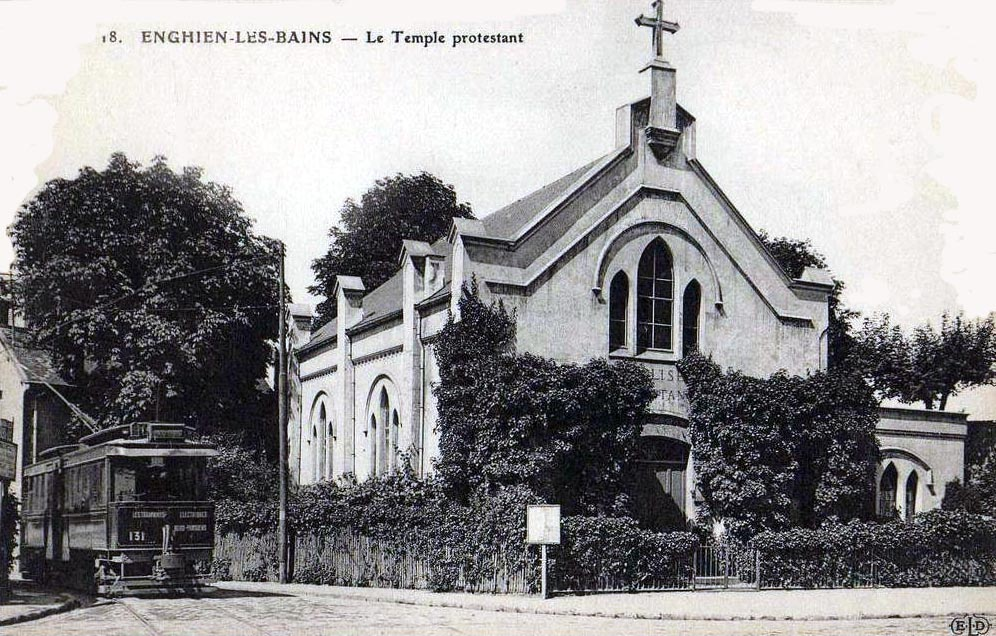
Le temple protestant d'Enghien-les-Bains et le tramway Enghien-Montmorency.

- Église catholique : Les fidèles de la paroisse sont accueillis à l'église Saint-Joseph, rue de Malleville, face à la rue de Mora, et au presbytère, 26 rue de Malleville. Le curé depuis septembre 2017 est le Père Alexandre de Bucy, de la Fraternité missionnaire pour la ville[105], également curé de la paroisse de Saint-Gratien. La paroisse d'Enghien relève du doyenné d'Enghien-Montmorency et du diocèse de Pontoise.
- Église protestante : Les paroissiens d'Enghien et de quinze autres communes se retrouvent depuis le 20 mai 1855 au temple protestant d'Enghien-les-Bains, situé à la limite de Montmorency (155, avenue de la Division-Leclerc), géré depuis septembre 2013 par le pasteur Marc-Henri Vidal. L'Église Protestante Unie de France, paroisse réformée d’Enghien et Vallée de Montmorency possède également un lieu de vie paroissial appelé « la Maison Haute » (177, avenue de la Division-Leclerc)[106].
- Culte israélite : Une synagogue se situe 47, rue de Malleville, derrière l'établissement thermal. Elle est gérée[Quand ?] par le rabbin Dan Boudana diplômé de l'école rabbinique[107] et décorée de vitraux de Gérard Lardeur.

Deux cimetières : l’ancien cimetière, rue Louis-Delamarre et le cimetière Sud, rue de la Coussaye.

## Économie
La ville est essentiellement tournée depuis sa création vers les services. Aucune zone industrielle ne s'y situe.

### Le casino

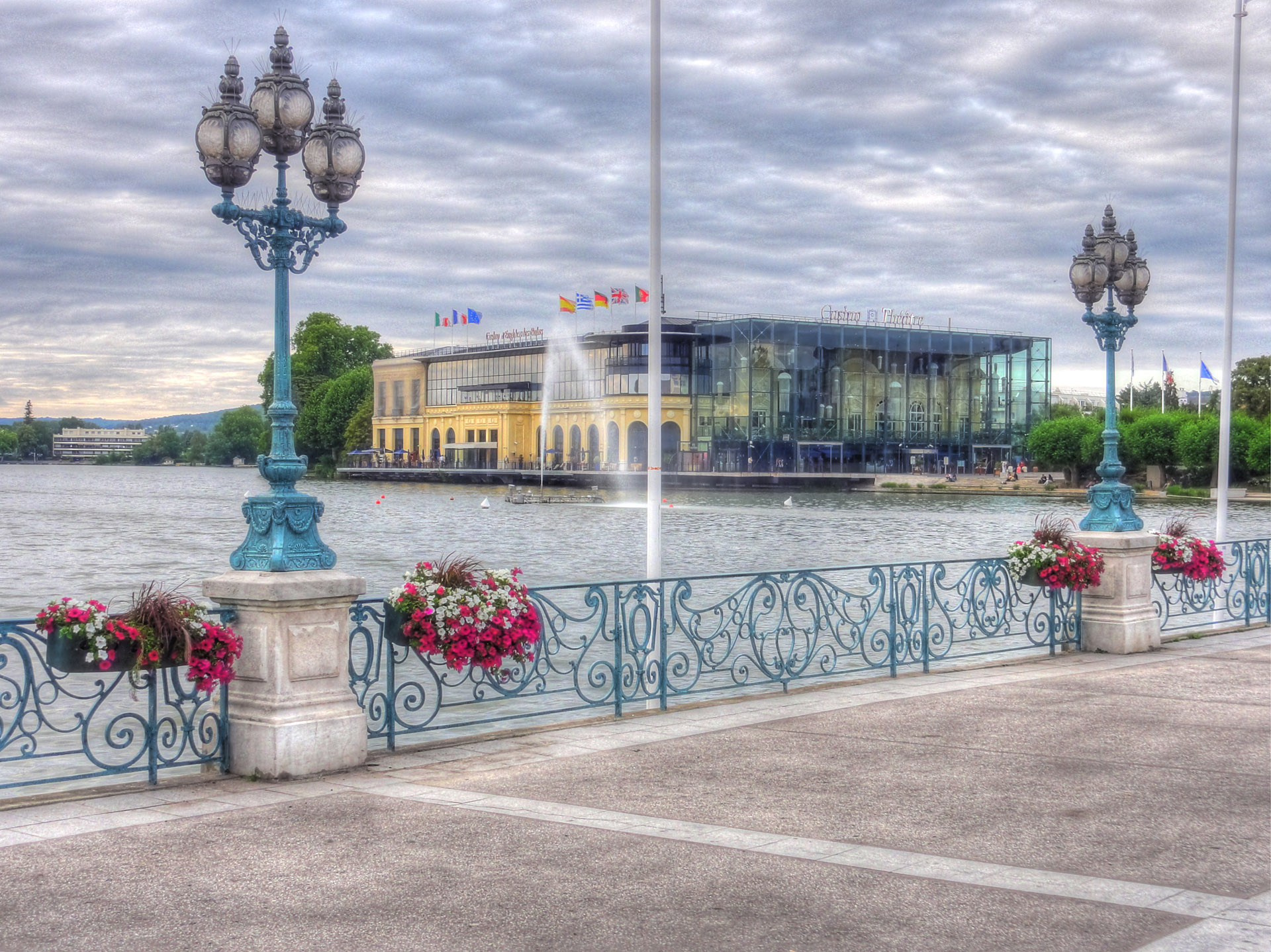
L'esplanade Patenôtre-Desnoyers et le casino.

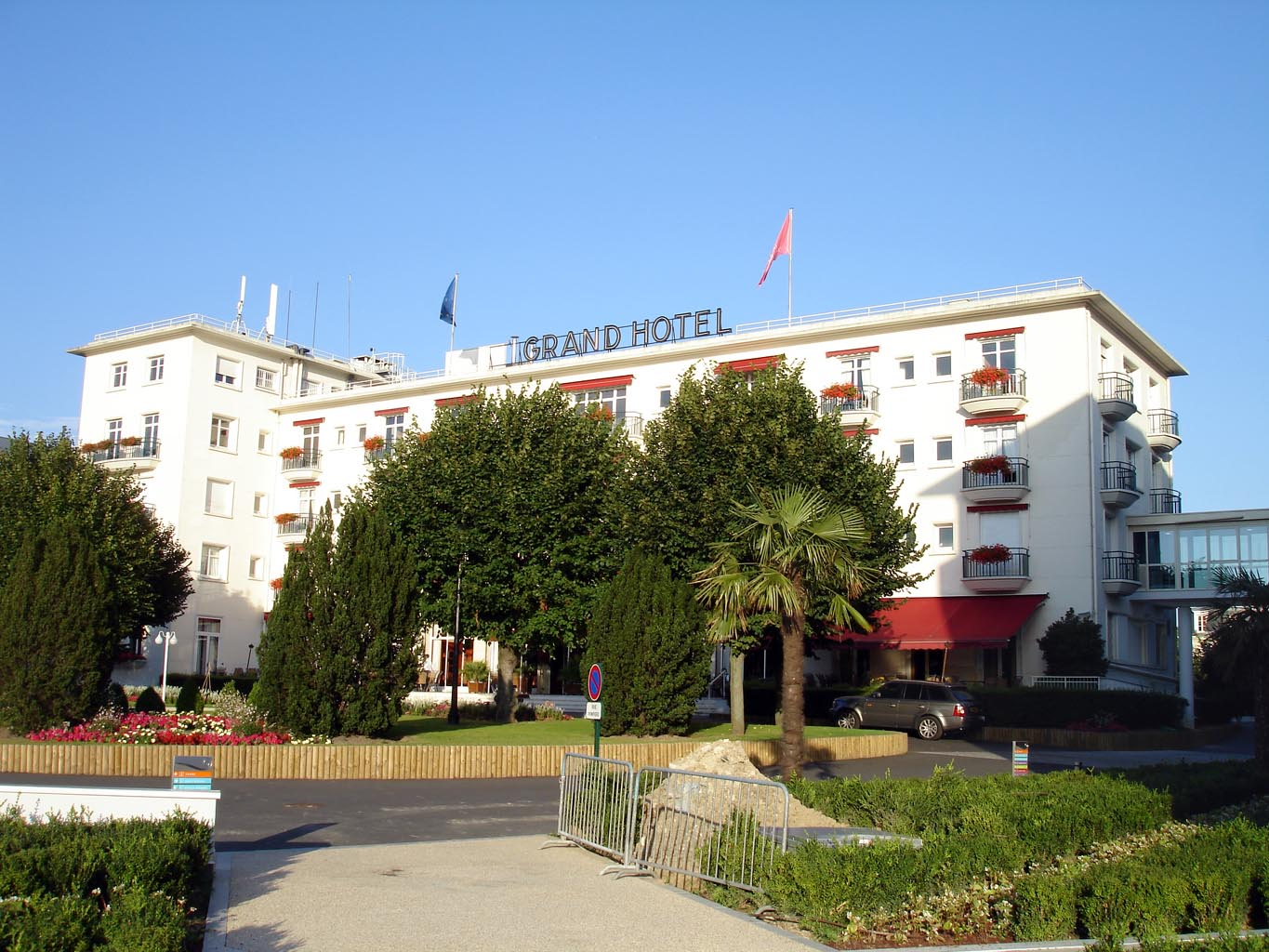
Le Grand Hôtel.

Le casino d'Enghien-les-Bains est aujourd'hui le premier de France pour ses recettes : en 2016, le produit brut des jeux était de 160 millions d'euros, répartis à 70 % sur les machines à sous et à 30 % sur les jeux de table.
Le casino d'Enghien se situe à la deuxième position dans la liste des lieux de loisirs les plus fréquentés du département du Val-d'Oise : il a accueilli 768 000 personnes pour la saison 2015-2016, se plaçant derrière la base de loisirs de Cergy-Pontoise (1 500 000 visiteurs) mais largement devant les deux premiers musées et sites touristiques du département, le château d'Auvers-sur-Oise (66 169 entrées) et l'abbaye de Royaumont (65 397 entrées).

### Tourisme et commerce

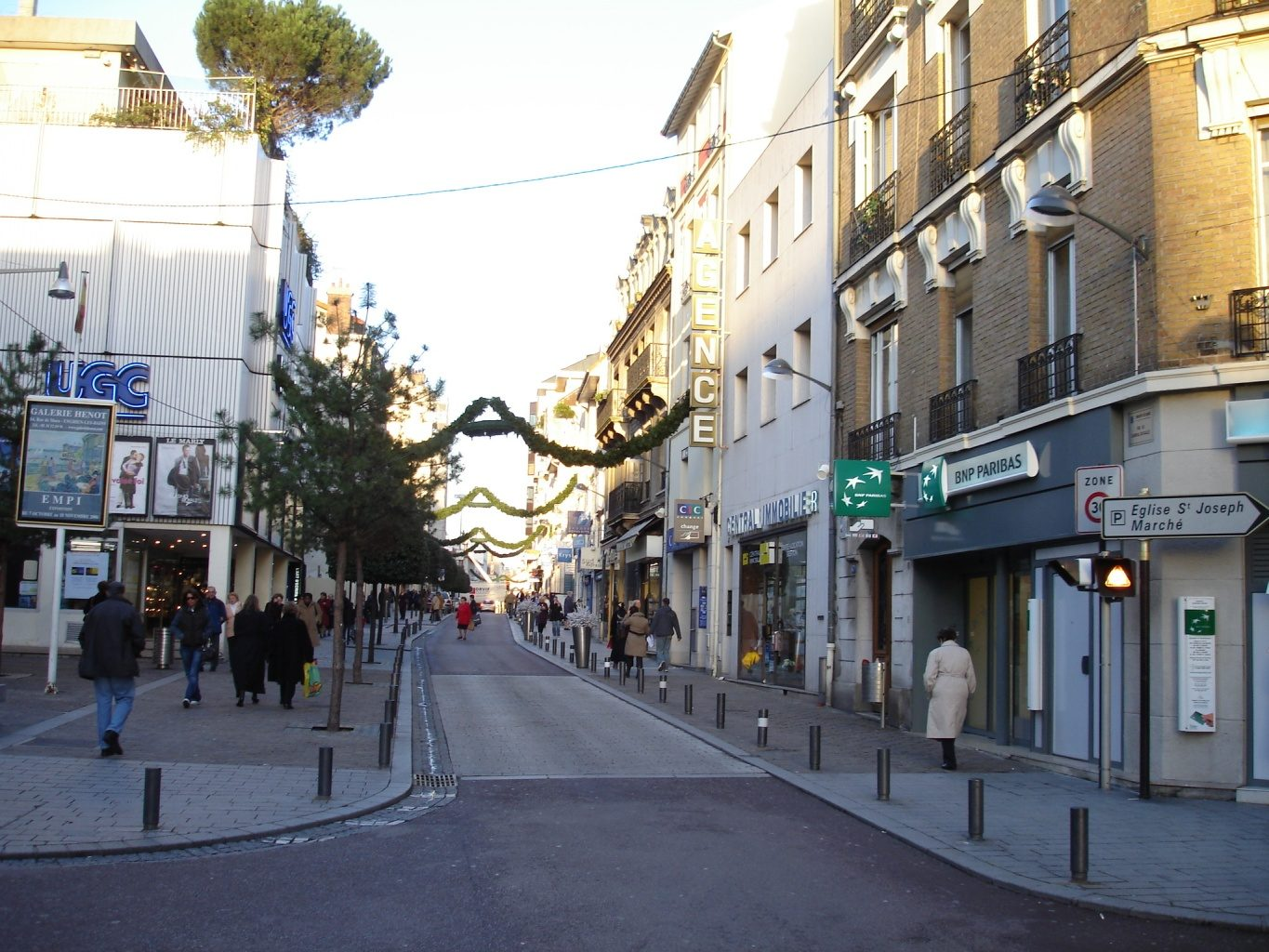
La rue du Général-de-Gaulle.

Enghien-les-Bains compte quatre hôtels, de 4 étoiles (le Grand Hôtel et l'Hôtel du lac qui a gagné une étoile en 2010) et 2 étoiles. La restauration se répartit entre 31 restaurants de tous standings et 17 cafés, bars et brasseries. L'ensemble formé par le casino, l'établissement thermal, le Grand Hôtel et l'Hôtel du lac est géré par le groupe Lucien Barrière.
L'activité commerciale forte de plus de trois cents commerces se concentre rue du Général-de-Gaulle, rue de Mora et autour de la gare. Malgré l'existence de plusieurs centres commerciaux dans les villes voisines, Enghien a su conserver son attractivité commerciale dans la région grâce à son accessibilité et à son cadre agréable. On dénombrait en l'an 2000 : 65 magasins de vêtements, 32 coiffeurs, 12 chausseurs, 11 banques et 16 agences immobilières. La ville ne compte aucun hypermarché faute de terrains disponibles.
Un marché a lieu place de Verdun chaque mardi, jeudi et samedi matin de 7 h à 13 h.
L'Hôtel des ventes (2 rue du Docteur-Leray) est célèbre dans le monde de l'art pour ses ventes de prestige et ses ventes du jeudi. Il est plutôt spécialisé dans la vente d'objets et mobilier art nouveau.

### Revenus et catégories socio-professionnelle
En 2010, le revenu fiscal médian par ménage était de  38 086 €.
Les cadres et professions intellectuelles sont surreprésentés à Enghien avec un taux de 33,8 % (contre 13,1 % en moyenne en France et 22,8 % en moyenne régionale). Les professions intermédiaires représentent 27,4 % des actifs (contre 25,6 % en moyenne régionale et 23,1 % en moyenne nationale). Les employés représentaient 24,1 % des habitants de la commune (contre 29,5 % en Île-de-France et 28,8 % en France). Les ouvriers ne représentent quant à eux que 6,9 % des actifs de la commune (16,5 % en région Île-de-France et 25,6 % en France),.
Le taux d'Enghiennois ayant suivi des études supérieures est de 38,9 %, contre 28,1 % en moyenne régionale et 18,1 % en moyenne en France métropolitaine,
La population enghiennoise est ainsi dans sa globalité mieux formée et bien plus aisée que la moyenne française et même régionale.

## Culture locale et patrimoine

### Lieux et monuments

#### Architecture

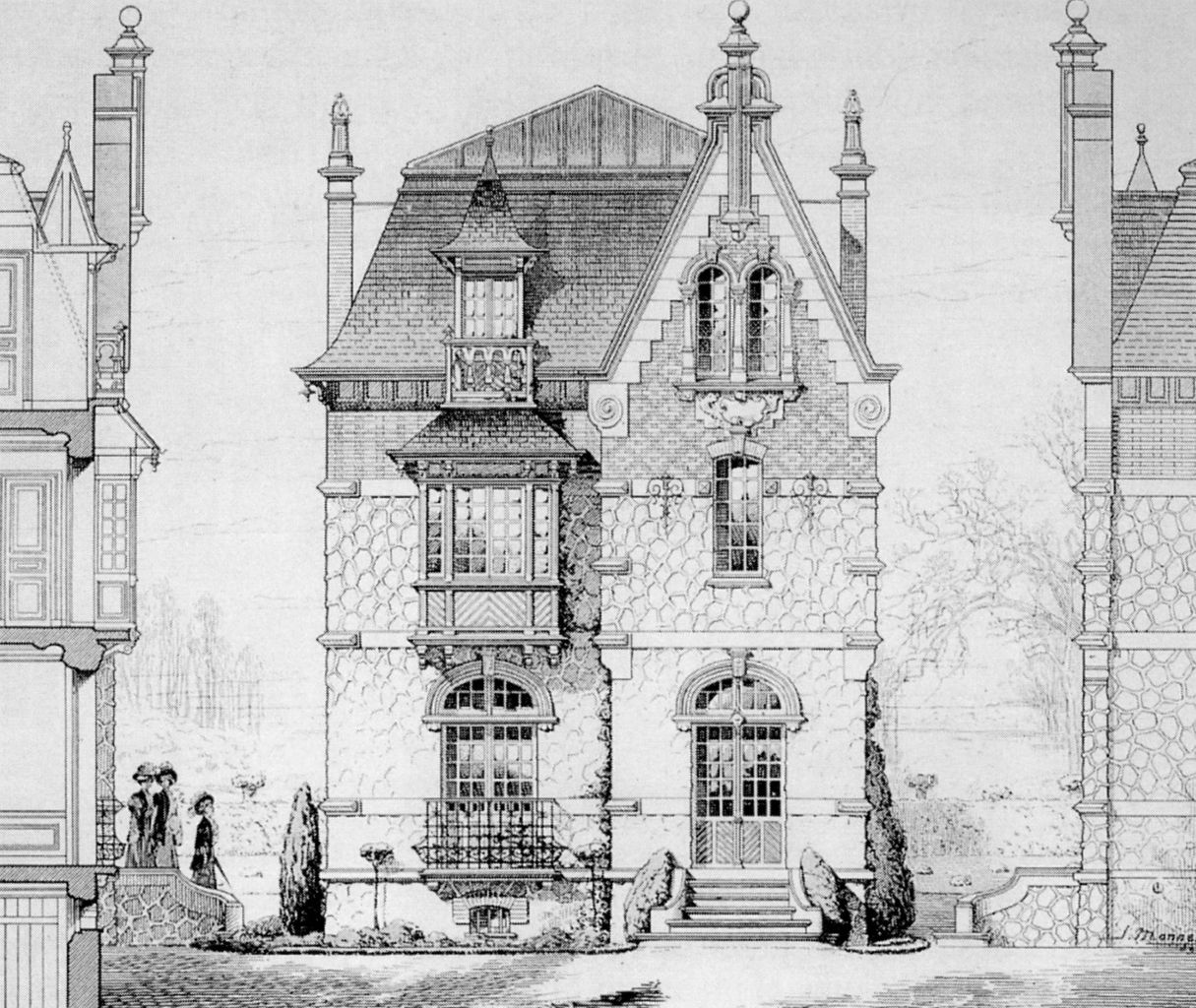
Planche architecturale du 56, boulevard Cotte.

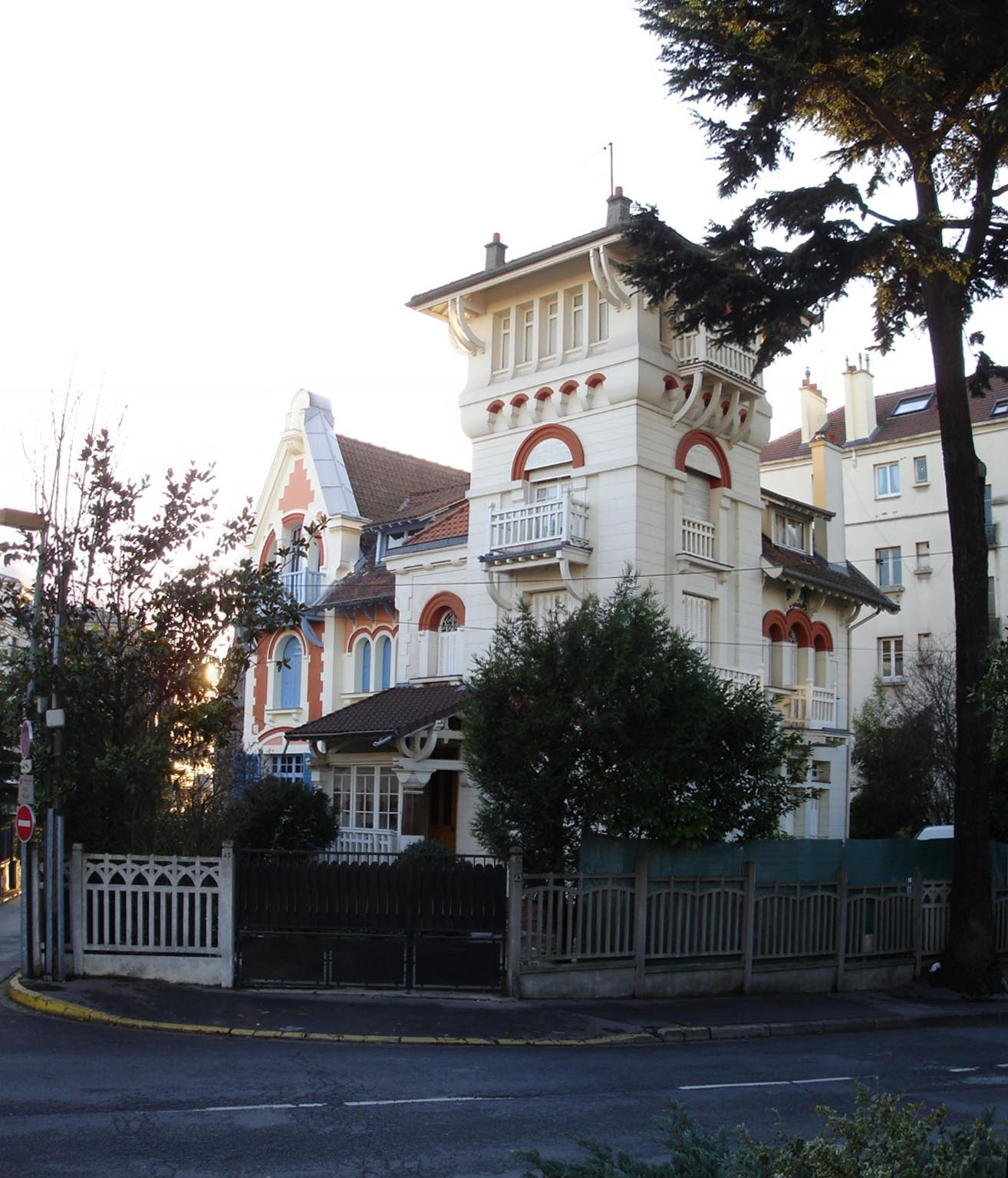
Villa « Mon rêve ».

Les premières constructions sous la Restauration, destinées à accueillir les curistes, sont caractéristiques du style balnéaire, un style néoclassique au décor sobre voire épuré, aux murs blancs et aux toitures de type Mansart.
L'évolution plus mondaine de la population voit évoluer l'architecture vers le style éclectique, typique du goût de la fin du XIXe siècle. Les bords du lac voient alors s'édifier des chalets suisses, des cottages à pans de bois, des chaumières ou de petits châteaux néogothiques où viennent résider en saison la grande bourgeoisie parisienne.
Le style des chalets suisses fut le premier à apparaître à Enghien. L'exemple le plus caractéristique de ce style était le Kursaal, maison située face au jardin des roses et achetée en 1866 par Auguste Delaunay de Villemessant où il résida douze années avant qu'elle ne soit transformée en cercle de jeux à l'extrême fin du XIXe siècle par son successeur. La maison fut démolie en 1954.
Le second style en vogue fut le goût régionaliste. Les chaumières paysannes et constructions de style normand étaient très à la mode, auprès des artistes en particulier. Le peintre Isabey habita douze ans une chaumière aujourd'hui disparue, située sur l'actuel boulevard du Lac. Une des dernières villas caractéristiques de ce style, en dépit de ses transformations, est la villa située au no 9, avenue de Ceinture.
Le style « néo » apparut en réaction à la rigueur académique du néoclassicisme. Le néogothique voit ses plus beaux exemples sur le rivage nord-ouest du lac avec château d'Enghien et le château Léon, tous deux édifiés en 1845 par l'architecte Pasquier pour Jules Robin, second maire de la commune, et rachetés par Émile de Girardin en 1860. Leur richesse ornementale, inspirée du style Louis XII en appareillage de briques et pierres, est peu commune. Le château Léon possède des gargouilles, des gâbles en accolades, etc., autrefois réservés aux édifices religieux. Les deux édifices sont actuellement intégrés aux constructions du lycée d'Enghien. Plus loin, le château Écossais est lui typique du néo-féodal, avec ses tourelles à meurtrières, ses créneaux…
La période suivante, de 1870 à 1920 marque un renouveau de l'architecture à Enghien. Un éclectisme de styles, une grande variété de matériaux, brique, pierre, meulière, caractérisent les constructions de cette période. On peut citer le magnifique Palais Condé, bâtiment unique de 1903 en pierre, avec son grand porche pour les calèches, et ses colonnades. On peut voir aussi les villas du boulevard Cotte, celle du no 56 en particulier, édifiée par les architectes Paul et Albert Leseine en 1903 (planche ci-contre).
La villa « Mon rêve », architecte Émile Thion, au no 43 de la rue de l'Arrivée est elle aussi typique de cette période : elle possède un traitement polychromique de ses façades, d'inspiration byzantine, « baroque » et presque « art nouveau » et une composition d'ensemble rationnelle. Le très bel immeuble du no 1 rue Félix-Faure, surnommé « le Manoir » ou « le palais de Condé », est un étonnant mélange de styles néoclassique et gothique. L'immeuble du no 53 rue du Général-de-Gaulle quant à lui est caractéristique du style Second Empire, très en vogue auprès des grandes familles de l'époque.
L'Art nouveau fut largement appliqué à Enghien entre 1900 et 1930. Nombre d'édifices sont érigés dans ce style, avec une large utilisation de la brique, fournie essentiellement par la briqueterie de Sannois. De belles ornementations à évocation florale, les décors en céramique et les fresques en façade sont typiques de ce style. Il faut citer l'architecte de la ville, Henri Moreels, qui construisit entre 1910 et 1940 de nombreux immeubles et maisons ainsi que l'ancien marché et modifia la mairie. Ses constructions sont influencées par l'Art nouveau, puis par l'Art déco. Beaucoup des bâtiments existent toujours et les plaques avec son nom subsistent sur la plupart des batiments.
Les édifices de la fin du XXe siècle et du début du XXIe siècle retrouvent les colonnes, faux-frontons et ressuscitent de façon plus simple et plus abstraite un certain style néoclassique.
Ainsi, Enghien a vu en cent-cinquante ans toutes les expressions des styles architecturaux depuis la Restauration grâce à sa situation de ville thermale.

#### Autres éléments du patrimoine

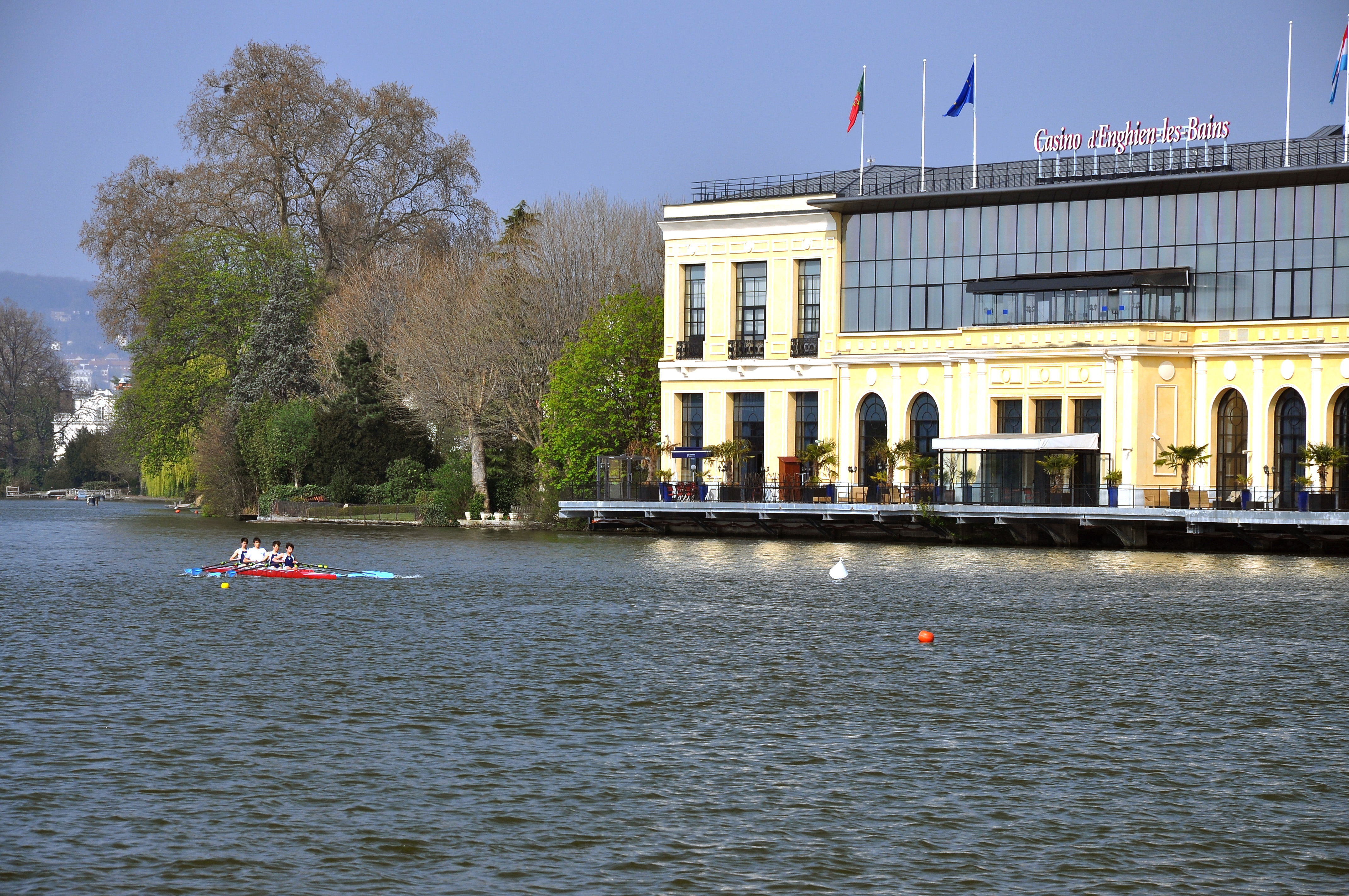
Le casino en 2012
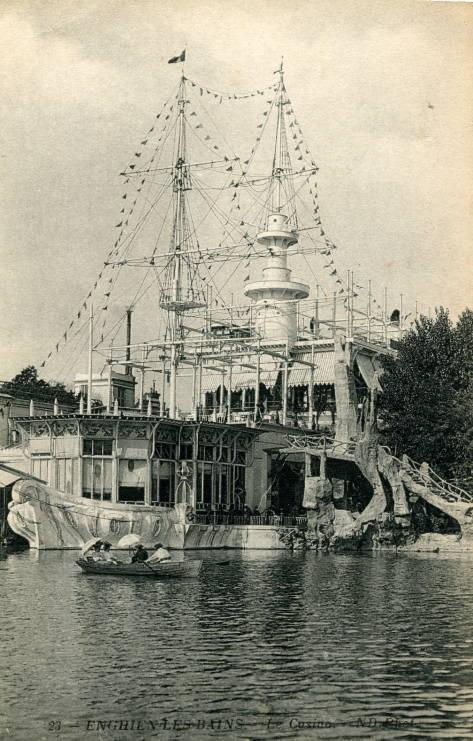
Le casino en 1901.
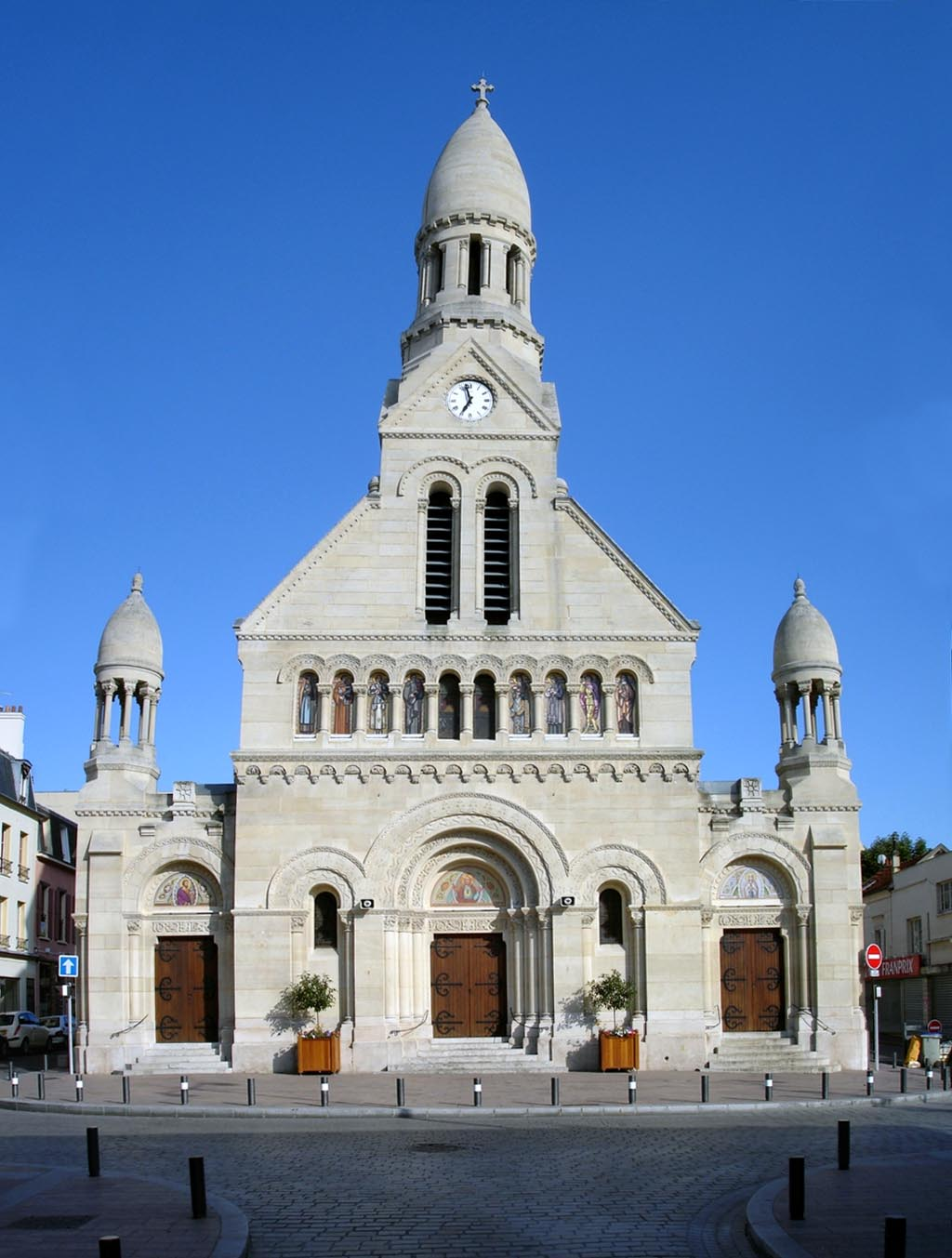
L'église Saint-Joseph.
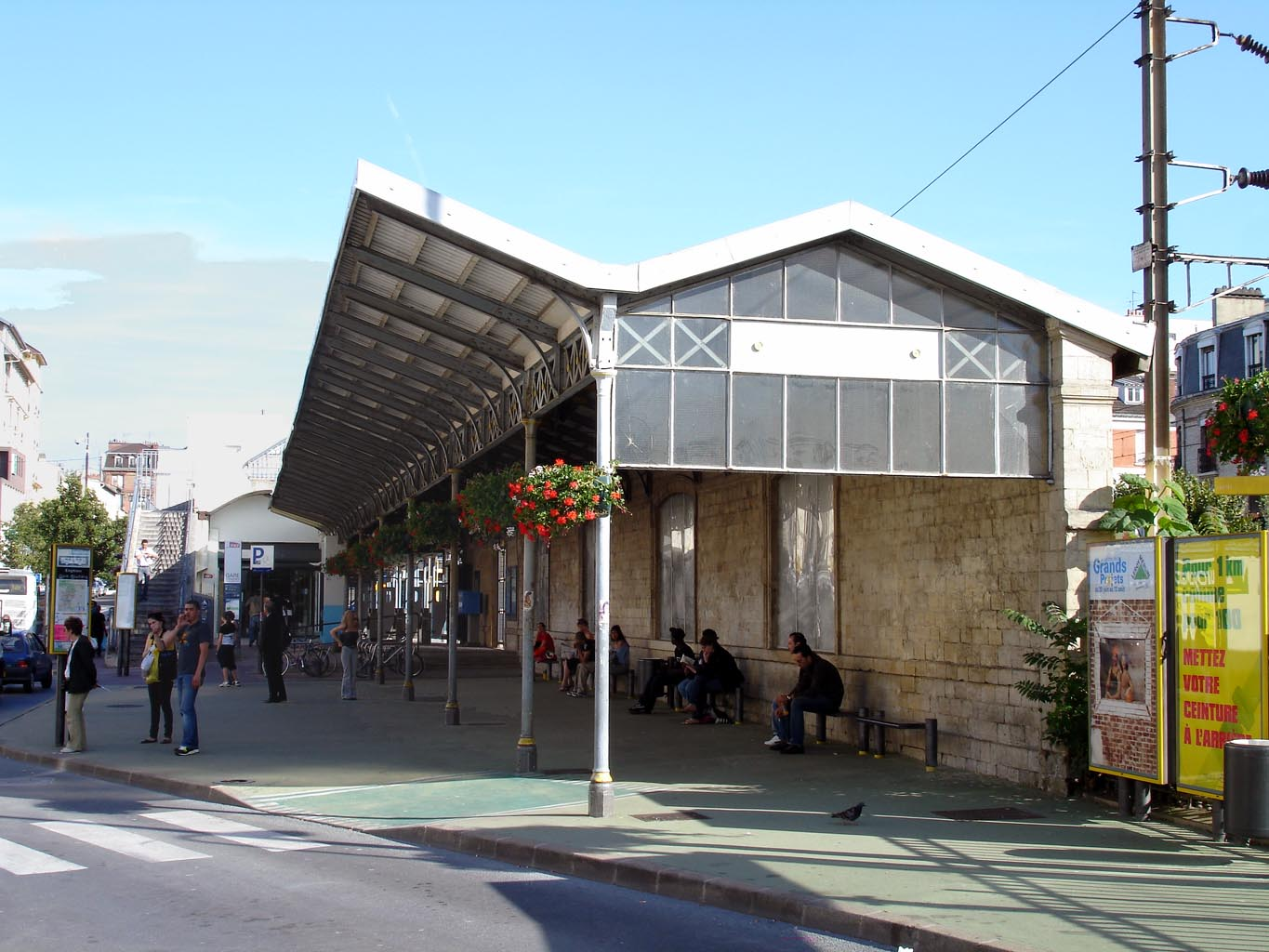
La halle du Refoulons.

Enghien, ville âgée de 160 ans, ne possède pas de monuments antérieurs au XIXe siècle ni classés ou inscrits monuments historiques. Elle possède en revanche un lac qui constitue un site inscrit (rives incluses) et une architecture de ville thermale et renferme de nombreuses réalisations typiques du XIXe siècle et de la Belle Époque.
- Le lac d'Enghien constitue un lieu de promenade très fréquenté. De la jetée-promenade plantée de platanes centenaires et longue de 350 mètres, la vue sur la nappe d'eau avec le casino qui la borde et son cadre de verdure est pittoresque, la forêt de Montmorency étant visible à l'horizon. Il est possible de faire le tour du lac à pied (3 km environ), mais la vue sur ce dernier, bordé de villas, n'est possible qu'en quelques endroits : le jardin de la villa du lac (45, avenue de Ceinture), la promenade Éric Tabarly au nord, le pont de la muse et le jardin de la presqu'île aux fleurs et aux oiseaux à l'ouest.
- Le casino au 3, avenue de Ceinture :  Unique casino à moins de 100 km autour de Paris, il est progressivement devenu le premier de France pour ses recettes grâce surtout à l'autorisation des machines à sous, mises en place le 15 avril 2002 et interdites jusque-là. Un premier édifice fut construit en 1878, remplacé en 1901 par un curieux bâtiment en forme de bateau, remplacé dès 1909 par le bâtiment actuel, bien plus vaste et doté d'un théâtre à l'italienne de 700 places. En 1913, on enregistre plus de 200 000 entrées au casino. Le bâtiment fut remanié une première fois en 1935 et perdit au passage sa décoration et ses campaniles[124], et une seconde fois plus récemment en 2003, date à laquelle il reçoit un total de 280 machines à sous;aujourd'hui : 500 machines. Fin 2003, le nombre de tables de black-jack est porté à douze et vingt tables de roulette anglaise. On compte également quatre tables de roulette française, trois de Stud Poker et deux de Punto-Banco.
- Le nouvel établissement thermal, baptisé « Les Rives d'Enghien » : Il a été mis en chantier en 2005 et inauguré le 18 octobre 2006. Il remplace un bâtiment très sobre datant de 1935, lui-même construit à l'emplacement d'un premier établissement datant de 1866. D'une surface totale de 13 000 m2, il est l'œuvre de l'architecte Louis Soors et du décorateur Pascal Desprez et a coûté 44 millions d'euros, financés pour moitié par le concessionnaire, le groupe Lucien Barrière, et pour l'autre moitié par la municipalité d'Enghien-les-Bains. L'édifice antérieur inauguré par le président de la République Albert Lebrun en 1935 a été fermé en 2001 et démoli, en raison de son inadaptation aux besoins actuels et d'une contamination émanant de la tuyauterie corrodée.
- Source du Roi au 85, rue du Général-de-Gaulle, devant l'établissement thermal : Elle fut réalisée en ciment par l'architecte A. Bluysen en 1934. Exploitée dès le Premier Empire sous le nom de source Cotte, elle est entièrement réaménagée lors de la construction du nouvel établissement thermal en 1934 et surmontée d'un kiosque à dôme[124].
- L'église Saint-Joseph, place du Cardinal-Mercier : Elle fut mise en chantier en 1857, la nef achevée en 1860 et les bas-côtés en 1870. Elle fut construite grâce à une souscription, dont la part la plus importante (50 000 francs sur les 98 000 francs nécessaires) fut apportée par la famille Moreno de Mora, manifestant le vœu que l'église soit placée sous le vocable de saint Joseph, patron de feu monsieur Moreno de Mora[125]. L'édifice fut agrandi du côté de la façade en 1927. À l'intérieur, l'orgue date de 1901 mais fut remanié en 1934 puis en 1963. Il comporte deux claviers de 56 notes et un pédalier de 30 notes, ainsi qu'une soufflerie à trois réservoirs[126],[124].
- La Maison Péligot au 50, rue du Général-de-Gaulle : Elle porte le nom de Jean-Baptiste Péligot, administrateur en chef des hôpitaux et hospices de Paris qui consacra sa vie et sa fortune au développement de la station thermale. Sa résidence Enghiennoise, d'abord appelée « Les Célérifères », devint après 1830 l'hôtel-restaurant de La Paix. Cette bâtisse en moellons édifiée en 1822 est une des rares subsistantes de cette époque à Enghien[124].
- L'immeuble situé au no 53, rue du Général-de-Gaulle, à la jolie façade rococo est typique des années 1900[124].
- La Halle du Refoulons, 3 rue du Départ : Dernier vestige à Enghien du Refoulons, chemin de fer de trois kilomètres de longueur qui relia la commune à Montmorency de 1866 à 1954, c'est la marquise du quai attenant à la gare SNCF. La halle sert aujourd'hui de lieu d'attente pour la gare routière.
- La tombe de Mistinguett, au cimetière ancien : Née à Enghien en 1875, Jeanne Florentine Bourgeois, devenue la célèbre Mistinguett, mourut en 1956 à Bougival, mais repose dans la sépulture familiale de la famille Bourgeois, dans le cimetière Nord de la commune.
- La place Mistinguett, à la gare d'Enghien : Une fausse façade peinte en un trompe-l'œil saisissant par Dominique Antony orne à présent la place (2009).
- Le « palais Condé » au 1, rue Félix-Faure : C'est un immeuble étonnant datant de 1911, avec des balcons démesurés et une curieuse alliance du style gothique et Louis XV[124].
- Le château Léon (actuel lycée Gustave-Monod), avenue de Ceinture : Cette grande demeure bourgeoise a été bâtie en 1845 pour le compte de Jules Robin, maire d'Enghien en 1851, puis racheté par Émile de Girardin, député et fondateur de la presse moderne. Construit en style Louis XII, il était destiné à accueillir sur les bords du lac les personnalités marquantes de la vie mondaine parisienne. Il a été englobé dans les bâtiments du lycée Gustave-Monod à sa construction en 1947.
- Le château Écossais, rue du Château-Écossais : Il fut également édifié en 1845, dans un style néo-féodal très représentatif du goût de l'époque, pour la comtesse de Xaintrailles, puis fut occupé par Frédéric Reiset, premier maire de la commune. Il doit son nom à un article d'Émile de La Bédollière, où ce dernier explique que son style est « exporté de l'humide Écosse ou de la brumeuse Angleterre »[127].
- À l'école primaire Saint-Louis Sainte-Thérèse - 4 Rue de Malleville, une Vierge à l'enfant orne la façade de l'établissement. Réalisée en 1899, elle est l'œuvre du sculpteur-statuaire Émile Guillaume qui fut médaille d'or au Salon des Artistes français de 1924 et grand prix de l'Exposition internationale des Arts Décoratifs et Industriels de 1925.
- Maison de villégiature, 8-8 bis, rue Gaston-Israël, construite entre 1850 et 1875[128].

### Jardins et espaces verts

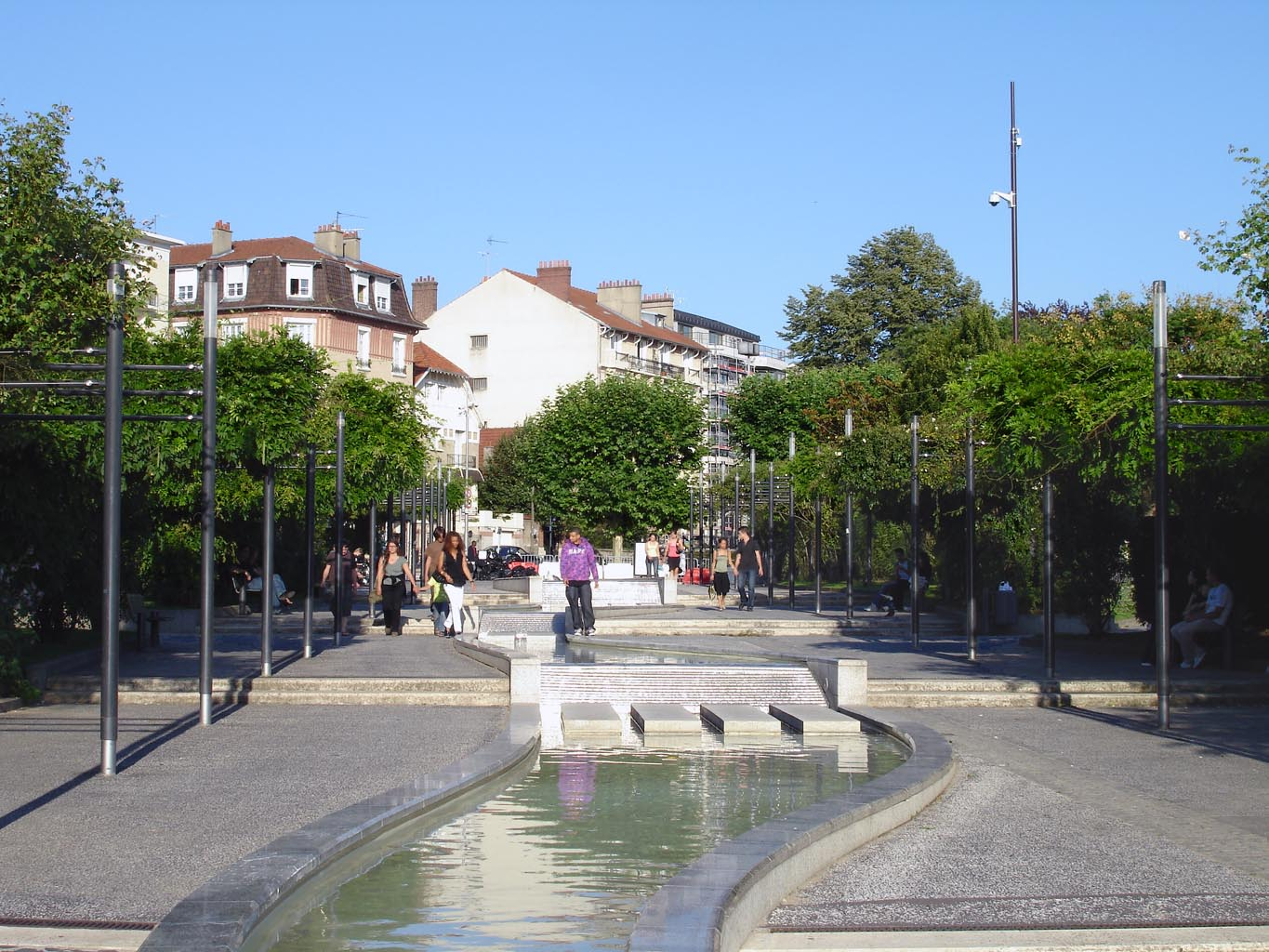
Le jardin des Roses.

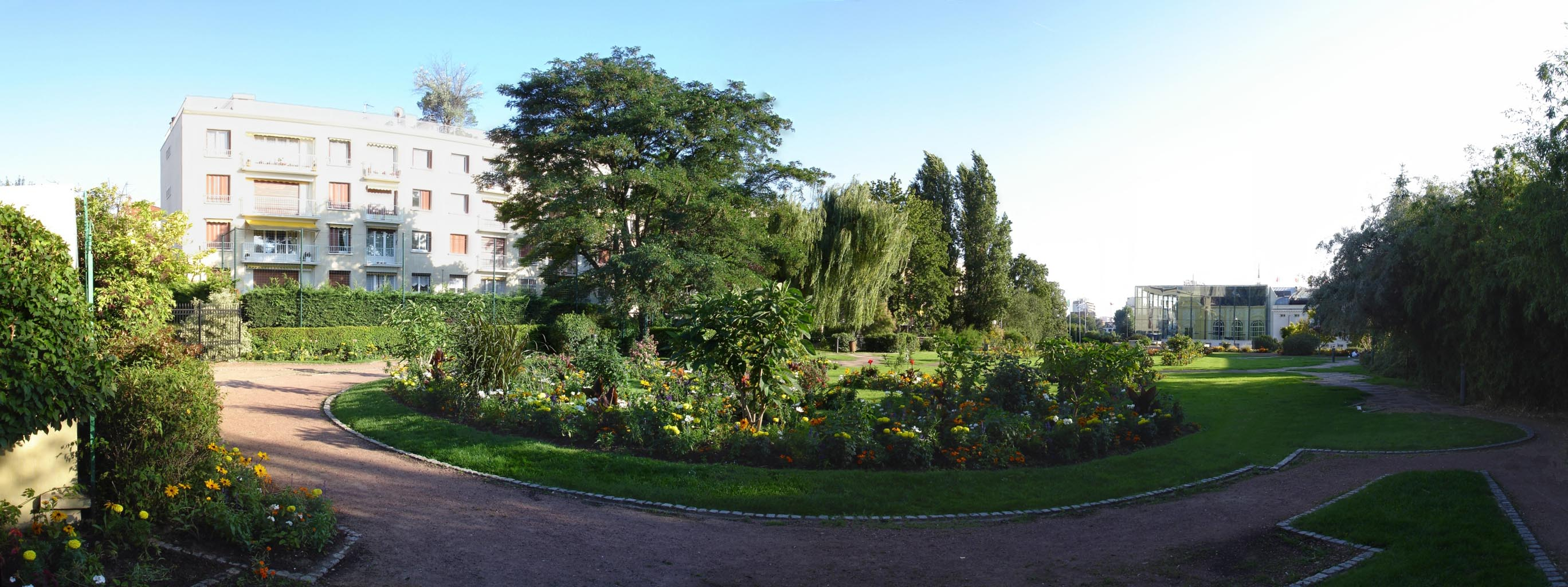
Le square de Villemessant.

Ville fleurie (3 fleurs), la commune est régulièrement récompensée pour la qualité de ses espaces verts.
Enghien-les-Bains, à cause de sa superficie très réduite, ne dispose pas d'un véritable parc urbain, mais possède en revanche plusieurs jardins généralement bien entretenus :
- le jardin des Roses, à l’angle de la rue du Général-de-Gaulle et de l’avenue de Ceinture, point central de la ville, fait la jonction entre le lac, le centre-ville, le théâtre et le casino. Il a été réaménagé durant les années 1990 avec une cascade artificielle jusqu'aux berges du lac située entre des tonnelles couvertes de rosiers émergeant de plantes vivaces (baptisée Allée Mistinguett) ;
- le square de Villemessant, le plus grand espace vert de la commune (face au casino), a été aménagé durant les années 1970 ;
- le square Jean-Mermoz, rue du Départ, remplace l'ancienne gare de marchandise de la petite vitesse ;
- le square de la place de Verdun ;
- le jardin de la villa du Lac, 45 ter, avenue de Ceinture, petit jardin situé sur la rive est du lac ;
- le jardin du pont de la Muse - presqu’île aux fleurs, 28 boulevard du Lac, situé sur la rive ouest du lac ;
- le nouveau jardin de l'Hôtel-de-Ville, réaménagé en 2004.

### Les sources et le thermalisme

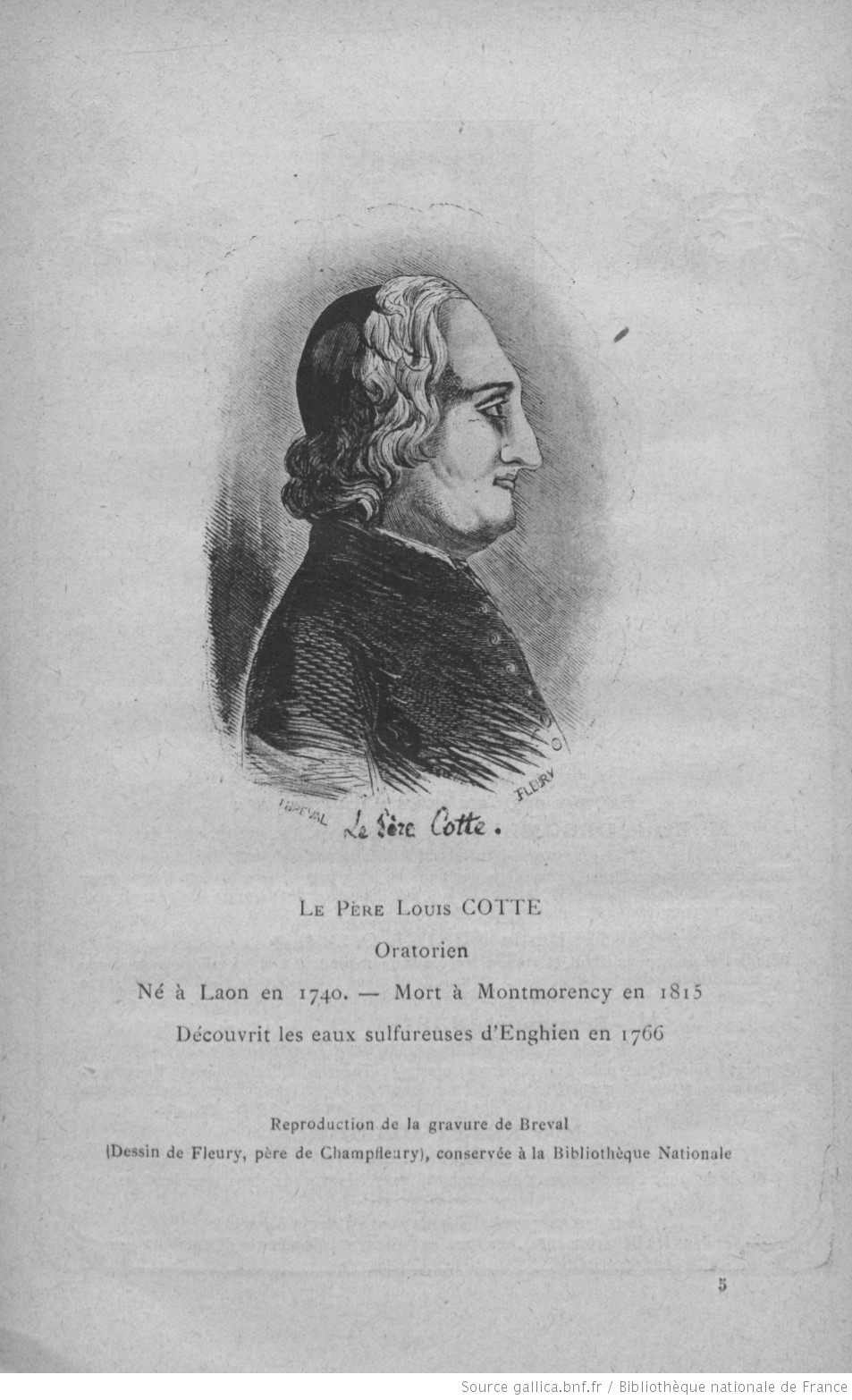
Gravure du Père Louis Cotte,

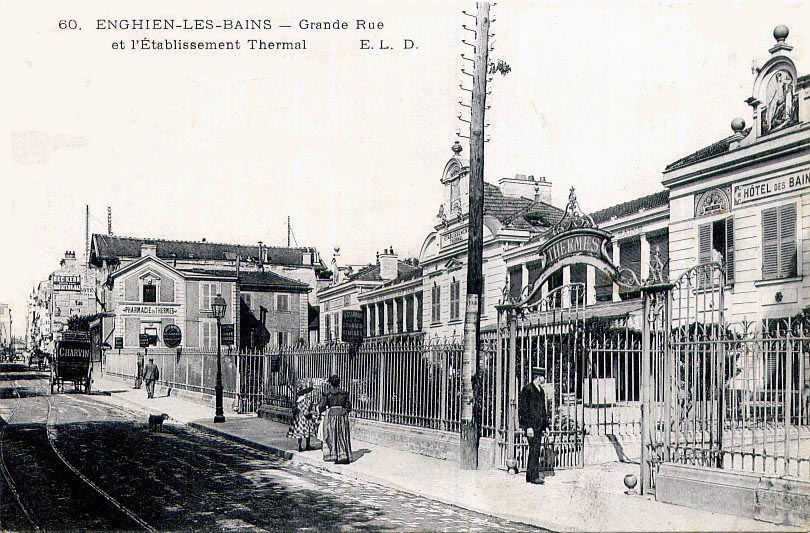
Grande Rue et l'établissement thermal vers 1900.

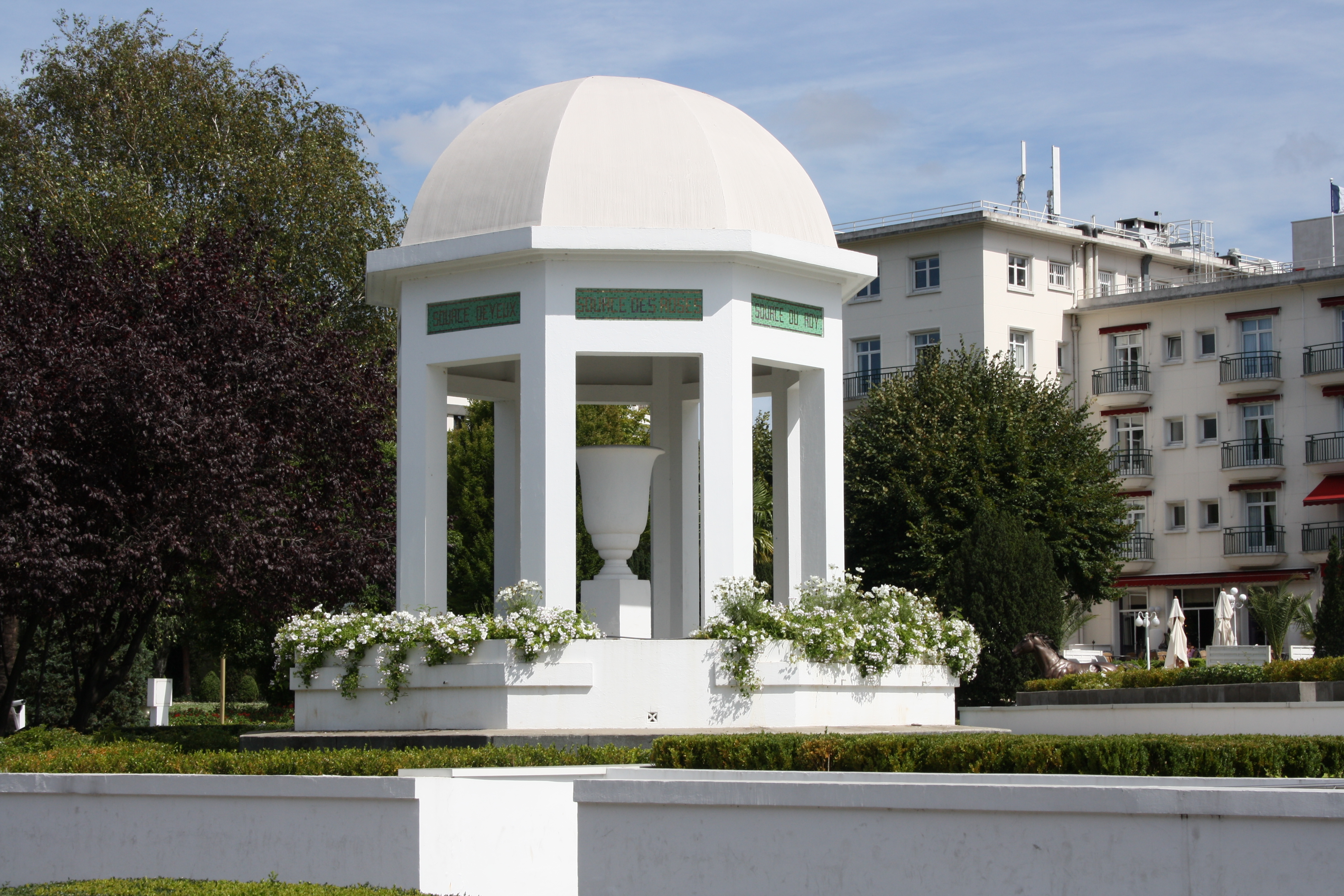
La source du Roy.

Au déversoir de l'étang, un ruisseau « puant » mêle ses eaux à celles du moulin ; ce ruisseau est analysé par Louis Cotte (1740-1815), prêtre oratorien de Montmorency qui en déduit que le ruisseau n'est pas un effluent de l'étang mais une source sulfureuse. En effet, l'étang à sec, la source ne se tarit pas. Ses résultats sont communiqués à l'Académie des sciences qui confirme le résultat de ses expériences.
De nos jours, les fontaines sont taries, l'eau est directement puisée grâce à des captages dans la nappe phréatique.
L'eau aux points d'émergence est incolore et limpide. Sa température est de 13° environ. Son odeur caractéristique d'œuf pourri est celle de l'hydrogène sulfuré.
Analyse typique des eaux : du dioxyde de carbone (80 mg/l environ), des bicarbonates et carbonates (400 mg/l environ), du calcium (160 à 180 mg/l environ), du magnésium, du sodium, des sulfates (200 mg/l environ), de l'hydrogène sulfuré (36 mg/l environ), ainsi que de petites quantités de baryum et de bore.
Des bactéries aérobies et anaérobies sulfato-réductrices (ou sulforéductrices) ont été mises en évidence en 1969 par l'institut Pasteur. Leur nombre se situe entre 7 000 et 24 000/100ml d'eau en fonction des différentes sources. Ces bactéries, nommées desulfovibrio desulfuricans, attaquent les sulfates dissous provenant du lessivage du gypse et les transforment en soufre et hydrogène sulfuré, et libèrent des carbonates. Ce processus se déroule dans la zone de contact entre les tourbes organiques et le sol calcaire.
La nappe sulfureuse se situe au-dessous du lac, et affleure sa rive occidentale.
Ainsi les eaux d'Enghien sont d'une minéralisation élevée, dépourvues d'oxygène et riches en sulfure d'hydrogène.
Liste des sources (classées dans l'ordre de leur découverte) :
- La source du Roy, découverte en 1766 par le père Cotte, déclarée d'utilité publique en 1865, ne coule plus ;
- La source Deyeux, ne coule plus ;
- La source Péligot, non utilisée aujourd'hui ;
- Le groupe La Pêcherie, abandonné depuis 1900 ;
- La source Bouland, abandonnée, ne coule plus ;
- La source du Lac, découverte en 1861 lors d'une vidange du lac, abandonnée depuis 1974 ;
- La source des Roses ou de Puisaye, abandonnée depuis 1976 ;
- La source du Nord, abandonnée ;
- La source Coquil, alimente l'établissement thermal ;
- La source du Bousquet, n'existe plus ;
- Les sources Soleidad et Madeleine, découvertes lors de la construction du collecteur du lac, jamais utilisées ;
- La source Ducis, captage mis en place en 1978, relié à l'établissement thermal, sans agrément à ce jour ;
- La source Iris, découverte en profondeur en 2001, non sulfureuse et à très gros débit, ses caractéristiques sont proches de l'eau minérale de Vittel. Reconnue potable, elle alimente la piscine et l'espace balnéothérapie de l'établissement thermal mais reste en attente d'agrément auprès du ministère de la Santé.

Les sources sont reliées aux thermes par des tuyaux en inox insérés dans des fourreaux. Les sept captages d'eau sulfureuse existants fournissent de 10 à 12 m3 d'eau par heure. Une vingtaine de piézomètres enregistrent en continu le niveau de la nappe phréatique et le débit des sources.
Le thermalisme est fondé sur l'utilisation des propriétés du soufre : il est biophysiologique, anti-toxique, trophique, antiallergique et antiscléreux[réf. nécessaire]. Ainsi les eaux thermales sont indiquées pour[réf. à confirmer] :
- Les affections ORL : rhinites, amygdalites, laryngites, surmenage vocal, sinusites, pharyngites, otites, surdités rhinogènes, paresthésies pharyngées et catarrhes rhino-pharyngés.
- Le traitement des voies respiratoires : trachéites, bronchites chroniques, asthmes, dilatation des bronches.
- Le traitement de l'arthrose : les rhumatismes et le vieillissement des cartilages articulaires.

Néanmoins suivant un tendance globale du thermalisme, Enghien évolue et se tourne dorénavant plus vers la remise en forme en parallèle des soins traditionnels médicalisés.

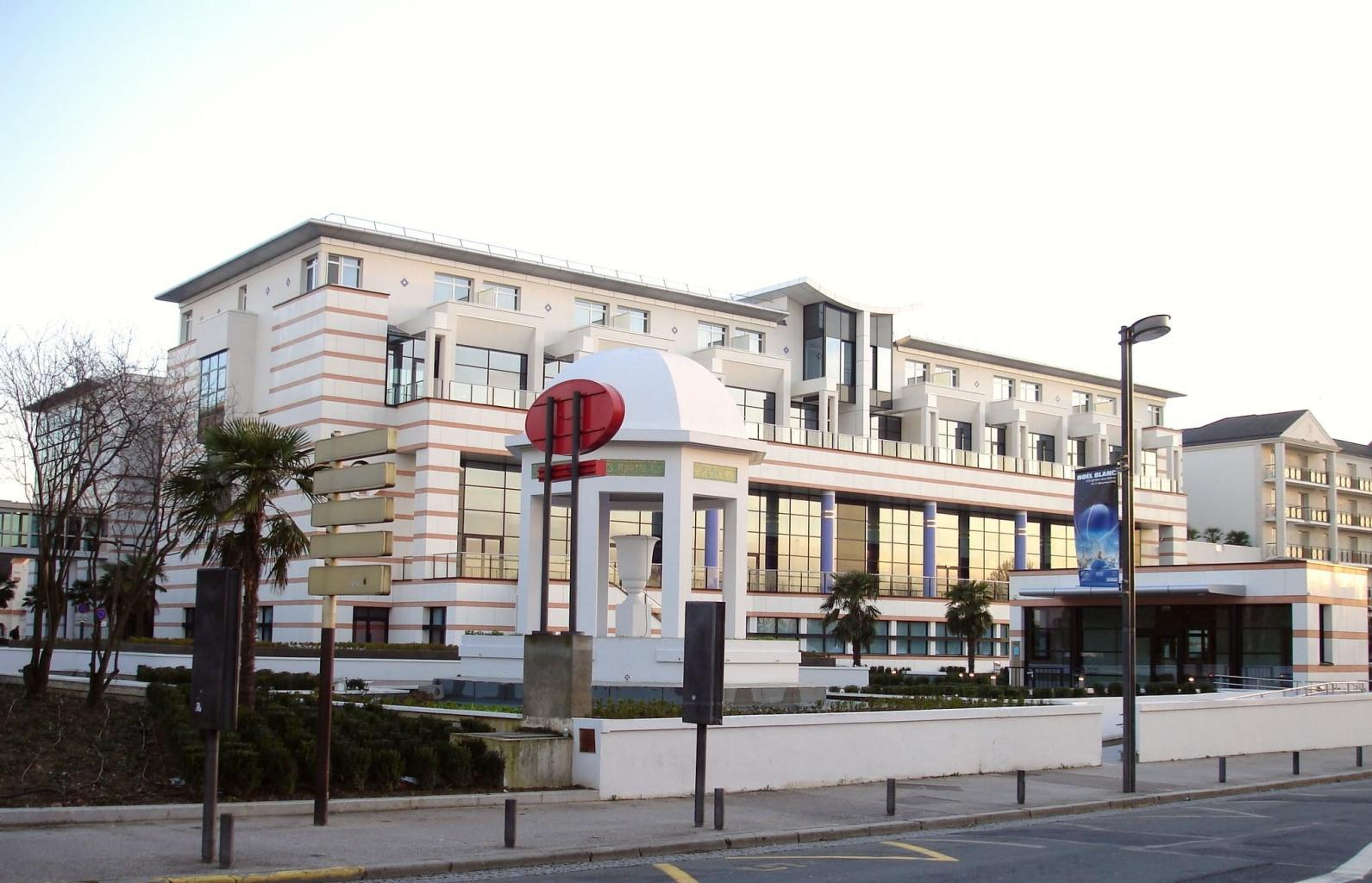
Les thermes.

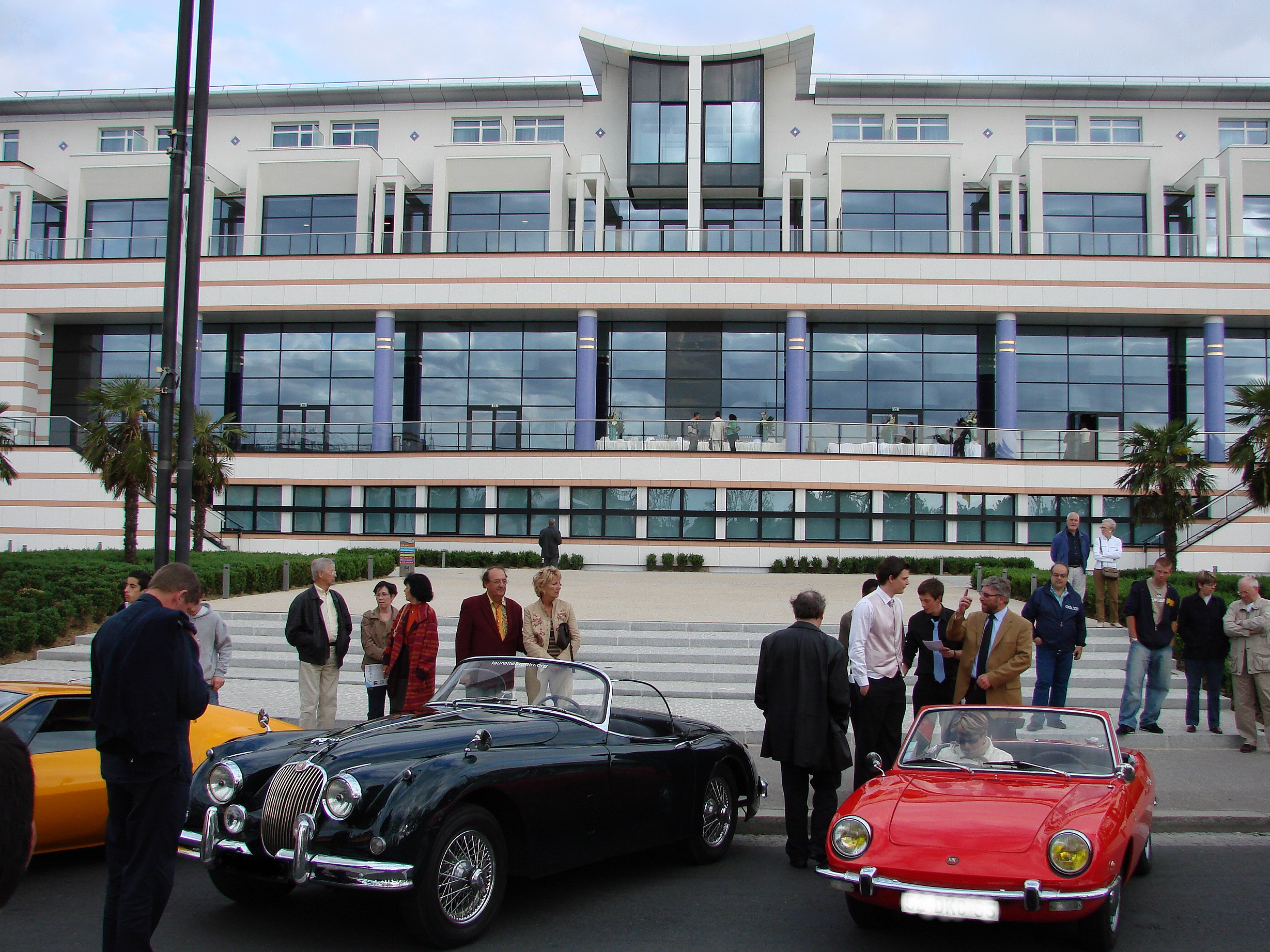
Exposition de voitures anciennes devant l'établissement thermal.

Le Thermal, 87 rue du Général-de-Gaulle, d'une surface totale de 13 000 m2, se compose de trois espaces : le rez-de-chaussée est consacré au thermalisme médical, les premier et deuxième étages au « Spark », ou centre de remise en forme, et le troisième et dernier étage à l'espace affaire. Cet étage possède en outre deux piscines, dont une à débordement unique en Île-de-France, ainsi qu'un solarium de 150 m2. Le bâtiment est directement relié aux deux hôtels du groupe Lucien Barrière qui l'encadrent. Le nouveau complexe multi-activités accueille outre les curistes (6 000 attendus chaque année), des congrès et des conférences ; il emploie une centaine de salariés.
Le traitement ORL à base d’eaux sulfurées d'Enghien-les-Bains (220 de SO4 mg/L en moyenne) constitue l’activité médicale principale des nouveaux thermes. La zone de traitement est constituée de quarante-quatre postes multisoins, un emanatorium, cinq salles de soins médicaux et un espace spécifiquement destiné aux enfants. La ville a financé 50 % de cet équipement soit vingt-deux millions d’euros. La réouverture au public de l'ensemble a eu lieu le 16 octobre 2006,. Mais à la suite de la découverte de traces de diuron, puis d'un taux de nitrates trop élevé dans les eaux, probablement dû à l'usage de désherbants en surface, les thermes ont été de nouveau fermés mi-2008. Leur réouverture est prévue au printemps 2011. La Ville, propriétaire des lieux, et le groupe Barrière, l'exploitant des thermes, espèrent retrouver les 1500 curistes annuels.
Les thermes proprement dits occupent une surface de 1 600 m2 et ont pour vocation de traiter les affections des voies respiratoires, les vertiges, les allergies, les maladies de peau grâce à l'eau des treize sources thermales, les plus sulfureuses de France. Les thermes offrent plusieurs cabinets médicaux, proposant des consultations de 10h à 20h. Les soins durent 1h30. Les cures ORL, traitant les otites, sinusites, bronchites chroniques, et agréées par la sécurité sociale durent 21 jours dont 18 jours de soins du lundi au samedi. L'établissement propose également des mini cures (non conventionnées) de six à dix jours, à but thérapeutique ou préventif pour les fumeurs ou les professionnels de la voix (chanteurs, etc.). Un espace rhumatologie a ouvert ses portes courant 2007.
Le Spark (de l'anglais sparkling, pétillant) qui occupe 3 500 m2 sur deux étages est consacré aux soins de remise en forme, au spa et au sport. Il comporte une piscine couverte de 18 m sur 7,5 m, deux saunas, deux hammams, une terrasse solarium et un espace de restauration. Il est directement relié aux deux hôtels qui encadrent l'établissement. L'espace affaires et la pergola occupent une surface de 950 m2 et sont constitués de plusieurs salles modulables et d'un auditorium de 200 places accueillant des séminaires et conférences.
Les nouveaux thermes sont exploités par la société d'exploitation des eaux et thermes d'Enghien (SEETE), dépendante du groupe Lucien Barrière. La SEETE était la 71e entreprise du Val-d'Oise en chiffre d'affaires en 2004 avec 57.4 M d'€.

### Personnalités liées à la commune

#### Artistes

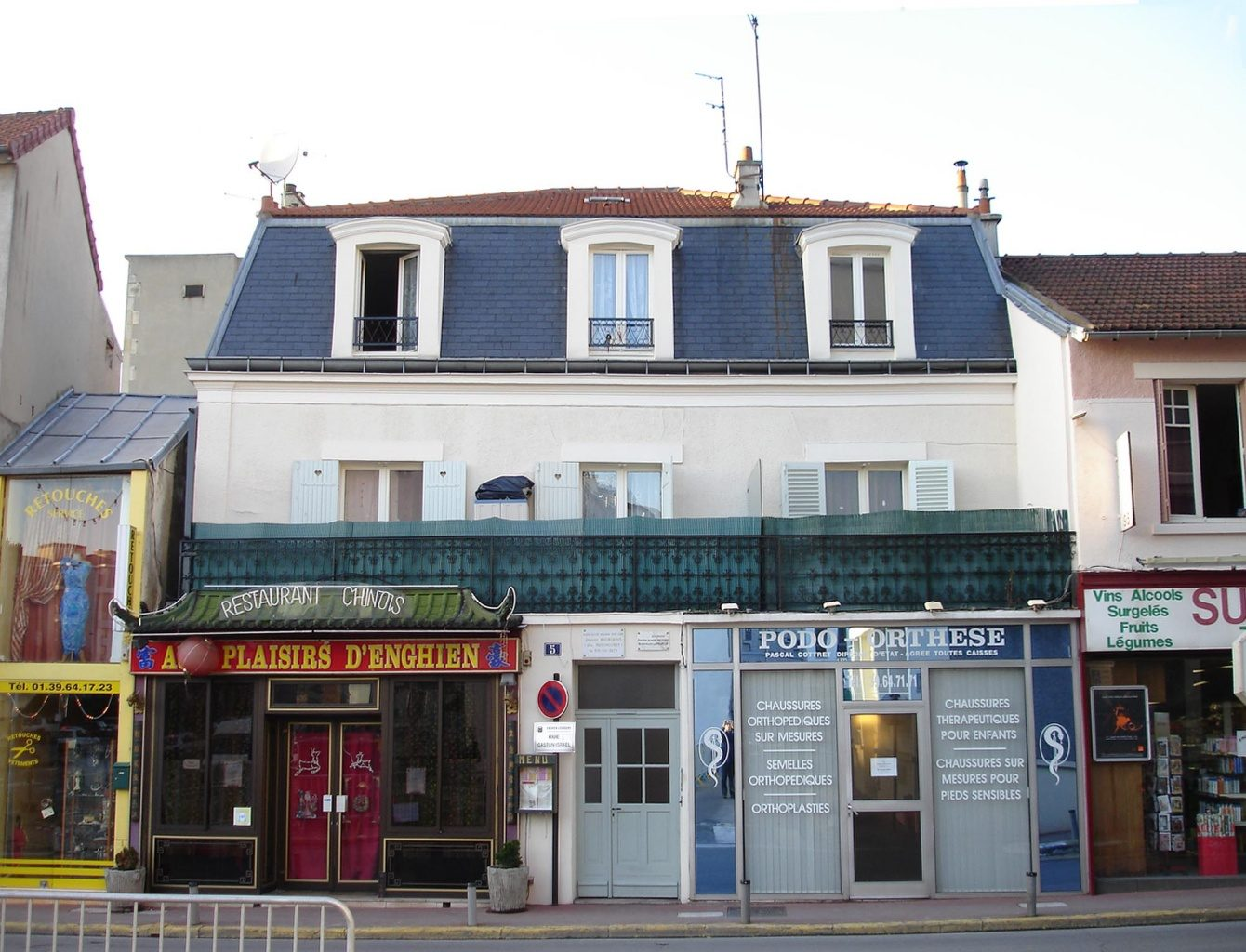
Maison natale de Mistinguett (rue Gaston-Israël).

- Éric Antoine, né le 23 septembre 1976, magicien et humoriste.
- Tristan Bernard, écrivain, y vécut.
- Georges Bordonove, écrivain et historien, y est né le 25 mai 1920.
- Jeanne Marie Bourgeois (Mistinguett), la plus célèbre des Enghiennoises, y est née le 3 avril 1875 au 5, rue du Chemin-de-Fer (actuellement rue Gaston-Israël) ; une plaque figure sur sa maison natale à proximité immédiate de la gare d'Enghien. Elle fut enterrée dans le caveau familial du cimetière nord de la ville.
- Louis Cotte, météorologiste, fondateur de la ville d'Enghien-lès-Bains, il y découvrit les eaux minérales sulfureuses, l'an 1766[139].  Un buste lui a été dressé à l'angle de la rue Paul-Delinge et du boulevard Cotte.
- Sébastien Castro, homme de spectacle, y est né le 5 mai 1975.
- Lyne Chardonnet, comédienne, y est morte, au château Écossais qui appartenait à ses parents.
- Antoine Daniel, vidéaste, y est né le 23 avril 1989.
- Pierre Delarue-Nouvellière (1889-1973), peintre, illustrateur et photographe, y est né.
- Jérémy Fontanet, chanteur, danseur et comédien, incarnant Simba, héros de la comédie musicale Le Roi Lion au Théâtre Mogador de Paris, a été élève au lycée Gustave-Monod, et semble encore y vivre.
- Narcisse-Jules Doré (1854-1912), architecte, y a vécu et y est décédé.
- Alexandre Dumas Père a séjourné à Enghien[140].
- Bernard Hautecloque, écrivain et historien, y a enseigné, au lycée Gustave-Monod, de 1994 à 2002.
- Simone Hérault, ex-comédienne sur la radio FIP, et "voix de la SNCF" depuis plus de 30 ans y est née.
- Eugène Isabey, fils de Jean-Baptiste Isabey, peintre comme son père, vécut douze ans au bord du lac. Il fut surnommé « l'amiral du lac » car il naviguait sur une barque pourvue de quatre voiles.
- Stéphanie Le Quellec, chef cuisinière doublement étoilée, née le 06 décembre 1981.
- Hubert Masse, artisan chocolatier, y a ouvert sa première boutique française en 1995.
- Denis Ménochet, comédien, y est né le 18 septembre 1976.
- Eduardo Pisano (1912-1986), artiste peintre espagnol appartenant à l'École de Paris, vécut à Enghien-les-Bainss et repose au cimetière sud.
- Raphaëlle Ricci, professeur à la Star Academy, y est née le 14 février 1967
- Maxim Saury, musicien, y est né.
- Élie Semoun, humoriste, acteur, écrivain, poète et chansonnier, y vit[141].
- Paul Siraudin, librettiste notamment de la Fille de Madame Angot, y mourut le 8 décembre 1883.
- Horace Vernet, peintre, s'installa avec sa fille en 1825.
- Alison Wheeler, comédienne, y est née le 22 juillet 1986.
- Christophe Willem, chanteur, y est né le 3 août 1983.

#### Journalistes
- François de Closets, journaliste, scientifique et producteur de télévision, y est né le 25 décembre 1933
- Jean-Charles Aschero, animateur radio, y est né en 1945.
- Hippolyte Auguste Jean de Villemessant (1810-1879), célèbre journaliste et fondateur du quotidien Le Figaro, joue un rôle important dans le développement de la ville. En 1875, il devient actionnaire de la compagnie anonyme des eaux d’Enghien et obtient l'ouverture au public du jeu des petits chevaux, déjà pratiqué en cercle privé.

#### Personnalités politiques

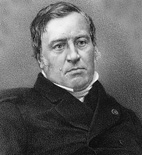
Émile de Girardin.

- Le sultan marocain Moulay Abdelhafid (1876-1937) y a vécu une vingtaine d'années et y est mort.
- Jean Berthoin, résistant et ancien ministre, y est né.
- Michaël Bullara, l'ancien secrétaire national du RPR chargé de la Jeunesse, y est né.
- Cécile Brunschvicg, ancienne sous-secrétaire d'État à l'Éducation nationale, y est née.
- Rachel Cheigam-Grunstein, résistante, y a vécu.
- Jacques Cresson, homme d'affaires, fils du chirurgien enghiennois Fortuné Cresson et époux d'Édith Cresson, ancienne Première ministre, y est né.
- Jean-Michel Dubois, conseiller régional et membre du RN, y est né.
- Mathias Dzon, ancien ministre congolais de l'Économie, des Finances et du Budget et directeur national de la Banque Centrale à Brazzaville, y possède une résidence secondaire[142][source insuffisante].
- Émile de Girardin, député et fondateur de la presse moderne, s'installa au « château d'Enghien » et fut élu conseiller municipal en 1865 ; néanmoins, il ne siégea jamais.
- François Loncle, ancien secrétaire d'État et député, y est né le 21 octobre 1941.
- Nathalie Ménigon y est née, en 1957.
- Jacques Nikonoff, président d'ATTAC France de 2002 à 2006, membre du M'PEP, y a vécu[143].
- Sylvie Noachovitch, avocate de l'émission Sans aucun doute et candidate malheureuse UMP aux élections législatives de 2007 dans la huitième circonscription du Val-d'Oise, y réside.
- Jules de Rasse (1808-1883), diplomate et homme politique belge, y est mort.

#### Sportifs
- Cyril Akpomedah, basketteur, y est né ;
- Charlotte Bonnet, nageuse, y est née ;
- Jean Boucher, gymnaste et dirigeant sportif y est né le 13 décembre 1923 et décédé le 29 juillet 2017 ;
- Samuel Coco-Viloin, athlétisme 110 m haies, y vit ;
- Marlene Harnois, taekwondo, y vit ;
- Benoît Lecomte, nageur, y est né ;
- Hugues Obry, escrimeur, y est né ;
- Kléber Piot, coureur cycliste, y est décédé ;
- Anne-Gaëlle Sidot, joueuse de tennis, y est née.
- Pierre-Alexandre Robin, judoka, y est né.

#### Autres
- Marcel Bleustein-Blanchet (créateur du groupe Publicis) y est né le 21 août 1906.
- Yvonne Deltour, directrice de la colonie de vacances "Au peuplier" d’Enghien-les-Bains, a été déclarée Juste parmi les nations en 1977[144], pour avoir caché des enfants juifs dans cette colonie de vacances et ainsi avoir sauvé 31 enfants. Une stèle édifiée en 2018 à l'emplacement de l'ancienne colonie de vacances commémore son action[145],[146].
- Raphaël Folliot, résistant, Compagnon de la Libération, y a passé les dernières années de sa vie et y est inhumé.
- Georges Kan (fondateur des Éditions Musicales Européennes) y est né le 6 décembre 1958.
- Philippe Méaille, collectionneur français d'art contemporain, y est né le 27 avril 1973.

### Équipements culturels

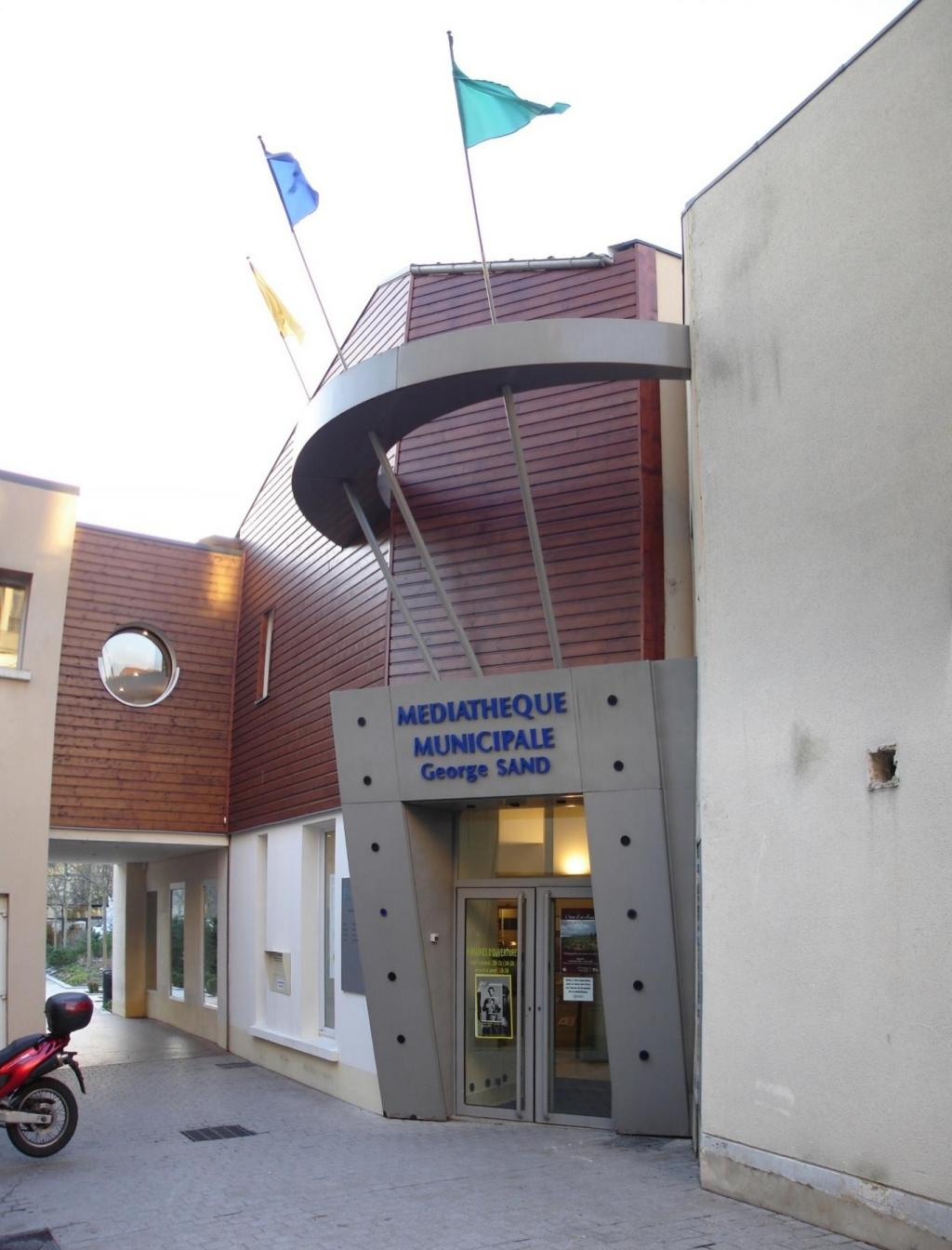
La médiathèque George-Sand.

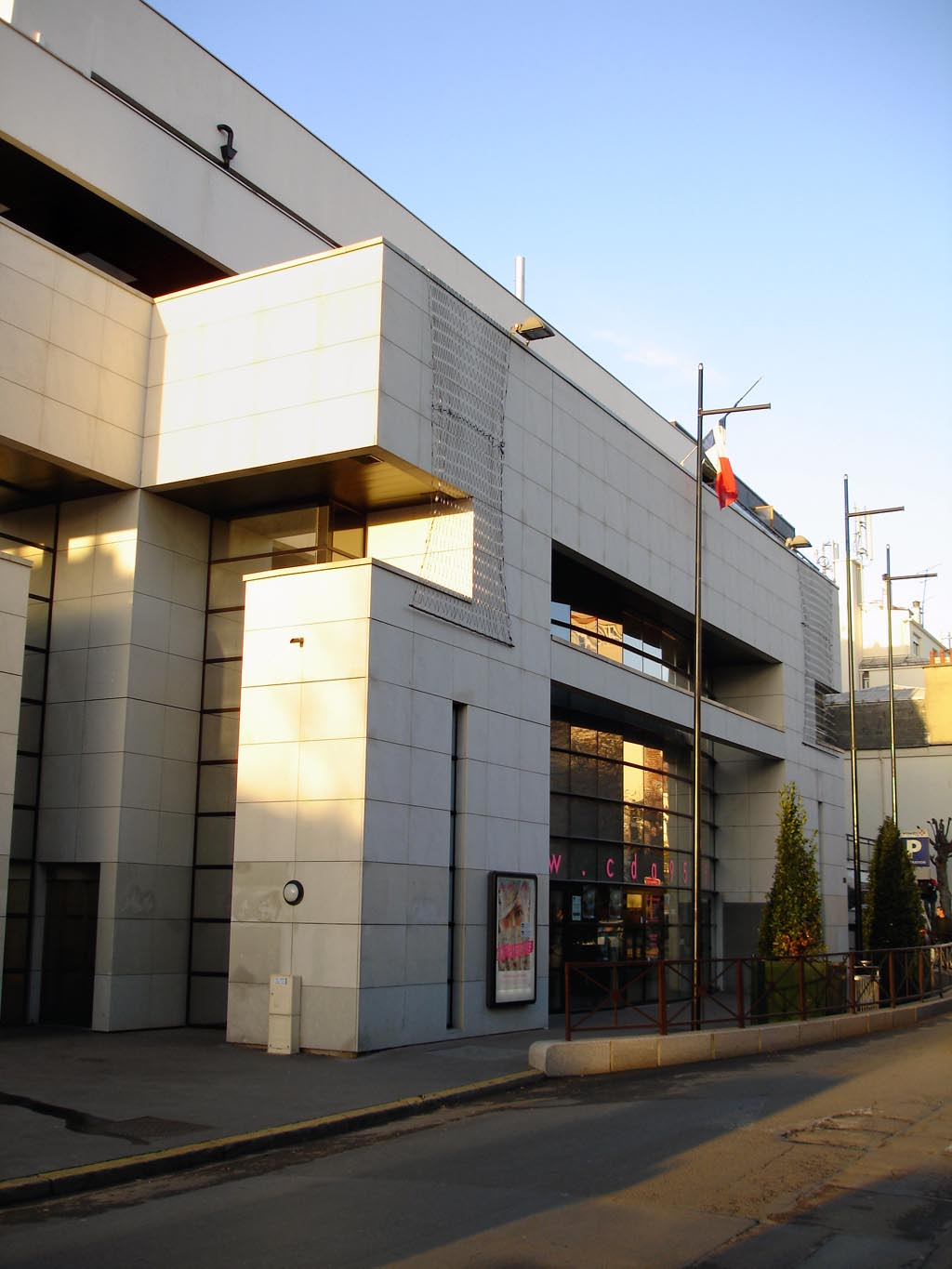
Le Centre des Arts.

Ville d'eau animée, Enghien-les-Bains offre toute l'année un accès varié à la culture, au rayonnement bien supérieur à sa situation de petite commune de 10 000 habitants en Île-de-France. La municipalité s'est plus particulièrement orientée vers la promotion de l'art contemporain depuis le début des années 2000, avec comme lieu phare le nouveau Centre des arts (inauguré en 2002).
- Le théâtre municipal d'Enghien-les-Bains, situé dans le bâtiment du casino, 3 avenue de Ceinture, propose de nombreux spectacles et évènements durant sa saison théâtrale qui dure d’octobre à avril. Il accueille régulièrement les plus grandes célébrités françaises du monde du spectacle ainsi que œuvres théâtrales classiques ou modernes, des opéras et des ballets[148].
- La médiathèque George-Sand offre 1 500 m2 d'espace, avec un cyber espace et une discothèque de prêt. Elle propose 25 000 volumes pour le public adulte, 6 000 pour les jeunes, 60 revues ainsi qu'une bibliothèque sonore de 700 titres destinée au public mal ou non-voyant[149].
- Le centre culturel François Villon, 4 rue Talma, propose une large gamme d'activités de loisirs, sportives ou culturelles (danse de salon, gym, cours de langue, théâtre, arts plastiques…) ainsi que des conférences d'histoire locale[150].
- L'école municipale de musique, 18 rue de la Libération, propose à plus de deux-cents élèves des cours dispensés par une équipe de douze professeurs[151].
- Le cercle d’échecs : « L'Échiquier du lac », club affilié à la Fédération française des échecs. Fondé en 1994, il propose des rendez-vous à l'Espace du Lac (Centre Culturel) 93, rue du Général-de-Gaulle. Il organisa les « Masters d'échecs d'Enghien-les-Bains » durant lesquels Étienne Bacrot devint le plus jeune Maître international du monde (en 1995) puis le plus jeune Grand maître international (en 1997)[152].
- Le centre des Arts a ouvert ses portes en 2002. Bâti sur l'ancienne distillerie Garnier (12-16, rue de la Libération), il accueille des compagnies de danse, arts visuels et plastiques… Avec un auditorium de 400 places, le centre accueille très régulièrement des spectacles, concerts et expositions[153].
- Le club 404, club de gaming.

La ville compte également une galerie d'art créée en 1976 et spécialisée dans l'art contemporain. La dernière exposition en octobre et novembre 2006 était consacrée à Maurice Empi.
Enghien possède également un ensemble de six salles de cinéma UGC « Le Français », proposant des films en exclusivité.
À noter qu'en 2004, l’université d’été du Front national s'est déroulée à la salle des fêtes municipale, face au casino.
La salle des fêtes est un don de Jules Augustin Frédéric Regnault (1834-1894), construite par l'architecte Vernholes (comme de nombreux autres bâtiments de la ville), la municipalité donna le nom de Jules Regnault à une de ses rues.

### Enghien-les-Bains dans la littérature
De nombreux écrivains des XIXe et XXe siècles ont fréquenté les rives du lac d'Enghien, mais curieusement peu ont cité la ville dans leurs œuvres littéraires.
Le marquis Astolphe de Custine, écrivain, voyageur et diplomate, reçut de nombreux artistes dans son château de Saint-Gratien, sur la rive occidentale du lac : Balzac, Victor Hugo, Chopin, Delacroix, Chateaubriand qui fut intimement lié à sa mère pendant vingt ans, Alfred de Musset, Barbey d’Aurevilly, George Sand et Lamartine. Deux décennies plus tard, la Princesse Mathilde reçut également de nombreux écrivains et artistes du Second Empire en son château, également situé à Saint-Gratien : Prosper Mérimée, Théophile Gautier, Jules et Edmond de Goncourt, Gustave Flaubert ou encore Alexandre Dumas qui relata plusieurs épisodes de sa vie à Enghien dans ses mémoires.
Une aventure d'Arsène Lupin, le gentleman-cambrioleur créé par Maurice Leblanc, se déroule à Enghien. Dans Le Bouchon de cristal, publié en 1912, Lupin et sa bande cambriolent la villa d'un député au bord du lac, cambriolage qui tourne au drame. Ce roman fut d'ailleurs repris à la télévision dans la première saison de la série télévisée avec Georges Descrières en 1971.

### Enghien-les-Bains et le cinéma
Plusieurs films ou séries télévisées ont été tournés à Enghien.
On peut citer les principaux :
- Le crime de monsieur Lange (1936) de Jean Renoir. Une courte scène avec Jules Berry sur la jetée du lac (vers 1h) ;
- Le Gentleman d'Epsom (1962) de Gilles Grangier. Ce film fut en partie tourné sur l'hippodrome d'Enghien, à Soisy-sous-Montmorency ;
- Le Bonheur conjugal (1965) (série TV, 113 épisodes de 26 min) de Jacqueline Audry ;
- Quelques jours avec moi (1988) de Claude Sautet ;
- Le simulateur (1992) (série TV, Commissaire Moulin). Un des personnages habite au 23, Bd. du lac ;
- Le Cousin (1998) d'Alain Corneau ;
- Le Fabuleux Destin d'Amélie Poulain (2001) de Jean-Pierre Jeunet. Ce film fut un succès français international. Il a fait connaître le nom de la ville dans le monde entier. À noter que la maison du père d'Amélie, Raphaël Poulain, censée se situer rue de la Barre à Enghien se trouve en réalité à 3 km de là, rue des Callais à Eaubonne, à proximité de la gare d'Ermont - Eaubonne dans laquelle fut d'ailleurs tournée une scène du film[160] ;
- Un bébé tombé du ciel (2010), épisode de la série Joséphine, ange gardien, diffusé le 21 février 2011 sur TF1[161] ;
- Suivez le guide (2011), épisode de la série Joséphine, ange gardien, diffusé le 13 février 2012 sur TF1.

Le PIDS Enghien se déroule chaque année dans la commune depuis 2012.

### Héraldique
| Blason d'Enghien-les-Bains | Les armes d'Enghien-les-Bains se blasonnent ainsi : D'azur aux trois fleurs de lys d'or, au bâton de gueules péri en bande et au lambel d'argent. Devise : Dant Robur Virtutemque Fontes (Les eaux donnent la force et le courage) Les armoiries d'Enghien-les-Bains furent empruntées à Louis, Joseph, Henri de Bourbon, prince de Condé (1756-1830), propriétaire de la plupart des terres de la vallée de Montmorency dont l'étang et le moulin. Le lambel en chef était une brisure destinée à rappeler qu'il s'agissait d'une branche cadette ; le bâton péri était la brisure que la maison de Condé a toujours arborée. |